# 2024

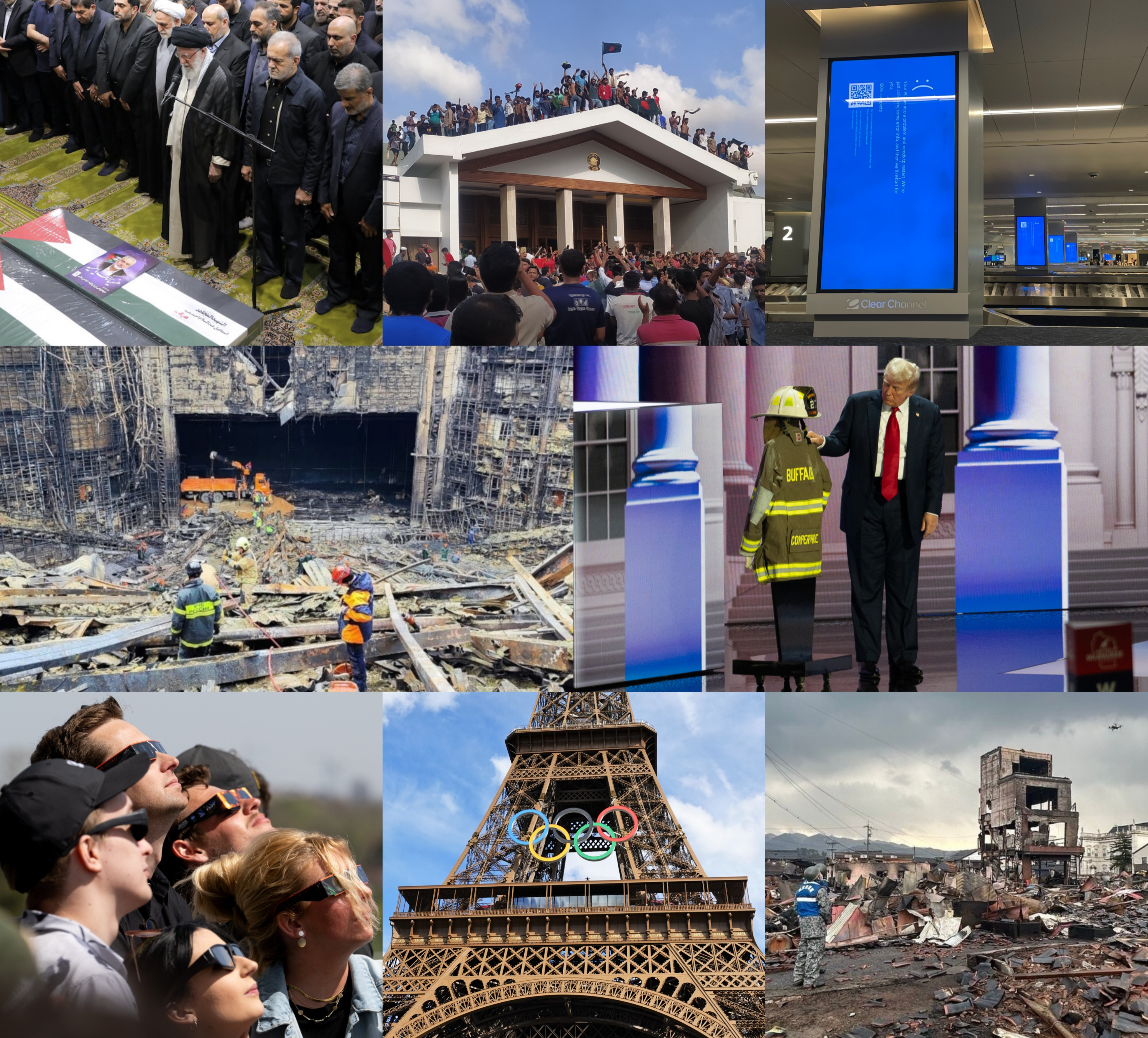
Theo chiều kim đồng hồ, từ trên cùng bên trái: Lãnh tụ Ali Khamenei chủ trì lễ cầu nguyện cho nhà lãnh đạo Hamas Ismail Haniyeh sau khi ông bị ám sát; Biểu tình chống chính phủ Bangladesh trong phong trào bất hợp tác sau khi thủ tướng Sheikh Hasina từ chức; Hàng loạt màn hình xanh chết chóc do bản cập nhật CrowdStrike gặp sự cố; Donald Trump, người thắng cuộc bầu cử tổng thống Hoa Kỳ 2024 sau khi thoát chết vụ ám sát; Thiệt hại tại Bán đảo Noto, Nhật Bản sau khi trận động đất xảy ra; Thế vận hội mùa hè 2024 tổ chức tại Paris, Pháp; Đám đông xem nhật thực toàn phần 8 tháng 4 qua kính bảo vệ; Nhà hát Crocus City Hall sau vụ tấn công khủng bố, trở thành vụ tấn công đẫm máu nhất ở Nga.

Năm 2024 (MMXXIV) là năm trước và là năm nhuận bắt đầu vào Thứ Hai, là năm thứ 2024 của Công nguyên hay Anno Domini, năm thứ 24 của thiên niên kỷ 3 và thế kỷ 21, và là năm thứ năm của thập niên 2020.
Tính đến nay, năm 2024 chứng kiến sự tiếp tục của các cuộc xung đột vũ trang lớn bao gồm Nga xâm lược Ukraina, nội chiến Myanmar, nội chiến Sudan và cuộc nổi dậy ở Sahel. Vào tháng 11, cuộc nội chiến Syria lại bùng phát trở lại do các cuộc tấn công của phe đối lập.
Ảnh hưởng từ cuộc chiến Israel–Hamas đã chi phối sang nhiều quốc gia ở Trung Đông, Liban là một trong những nước chịu ảnh hưởng nhiều nhất khi mà bị Israel xâm lược vào đầu tháng 10. Điều này xảy ra là do cuộc xung đột giữa Israel và Hezbollah không ngừng leo thang trong năm nay. Đỉnh điểm là trong tháng 9, Israel đã thực hiện hai cuộc tấn công chống lại nhóm này, bao gồm vụ đột kích bằng các thiết bị liên lạc chứa bom và vụ không kích vào trụ sở Hezbollah khiến Tổng thư ký Hassan Nasrallah thiệt mạng. Vào tháng 7, nhà lãnh đạo Hamas Ismail Haniyeh đã bị ám sát tại thủ đô Tehran của Iran. Năm nay cũng chứng kiến sự phát triển mạnh mẽ của phong trào Houthi, dẫn đến cuộc khủng hoảng ở Biển Đỏ và gây ảnh hưởng sâu sắc đến mạng lưới vận tải quốc tế. Cuộc chiến cũng đã tạo ra làn sóng biểu tình phản đối chiến tranh trên phạm vi toàn thế giới.
Khoảng 80 quốc gia, đại diện cho khoảng bốn tỷ người dự kiến sẽ tiến hành các cuộc bầu cử toàn quốc trong suốt năm nay, bao gồm tám trong số mười quốc gia đông dân nhất (Bangladesh, Brasil, Pakistan, Nga, Ấn Độ, Mexico, Indonesia và Hoa Kỳ) cũng như là Pháp, Anh Quốc và Nhật Bản. Nghị viện Châu Âu cũng đã tổ chức bầu cử. Trong các nước dân chủ, có đến hơn 80 phần trăm trong số đó cho thấy đảng cầm quyền không còn nhận được sự ủng hộ mạnh mẽ như những cuộc bầu cử trước. Nhiều thất bại của những nguyên thủ đương nhiệm đã trở thành lịch sử.
Ở các quốc gia như Nhật Bản, Botswana và Nam Phi, các đảng đương nhiệm từng thống trị chính trường trong nước suốt nhiều thập kỷ đã mất đi đa số ghế, một vài đảng đã từ bỏ quyền lực trong khi số khác thì liên minh với các đảng nhỏ hơn để giữ vững quyền lực. Bassirou Diomaye Faye giành chiến thắng trong cuộc bầu cử tổng thống Sénégal 2024, trở thành ứng viên đối lập đầu tiên thắng ngay trong vòng đầu tiên kể từ khi quốc gia này giành được độc lập vào năm 1960. Tại Sri Lanka, cử tri đã mang lại chiến thắng áp đảo cho Đảng Quyền lực Nhân dân Quốc gia, trước đây chỉ là một đảng nhỏ. Cựu tổng thống Donald Trump của Đảng Cộng hòa thắng cuộc bầu cử tổng thống Hoa Kỳ 2024, trở thành tổng thống đầu tiên của Hoa Kỳ được bầu vào nhiệm kỳ thứ hai không liên tiếp sau 132 năm, kể từ khi Grover Cleveland thắng cuộc bầu cử năm 1892.
Năm 2024 là năm chứng kiến nhiều chính phủ tại các quốc gia như Bangladesh, Đức, Pháp, Syria,… sụp đổ và sự kiện Thiết quân luật tại Hàn Quốc đã khiến cho Tổng thống bị đình chỉ chức vụ. Đây cũng là năm chứng kiến sự ra đi của nhiều chính khách có tầm ảnh hưởng như Sebastián Piñera, Brian Mulroney, Nguyễn Phú Trọng, Alberto Fujimori, Manmohan Singh, Jimmy Carter,...

## Sự kiện

### Tháng 1
- 1 tháng 1: 
  - Động đất và sóng thần Bán đảo Noto, Nhật Bản.[23]
  - Ai Cập, Ethiopia, Iran và Các Tiểu vương quốc Ả Rập Thống nhất chính thức gia nhập BRICS.
- 2 tháng 1: Vụ va chạm trên đường băng sân bay Haneda năm 2024.[24]
- 3 tháng 1: Vụ đánh bom tại Kerman, Iran.[25][26]
- 12 tháng 1 – 10 tháng 2: Cúp bóng đá châu Á 2023 tổ chức tại Qatar, đội tuyển bóng đá quốc gia Qatar giành chức vô địch trong giải đấu này.
- 13 tháng 1 – 11 tháng 2: Cúp bóng đá châu Phi 2023 tổ chức tại Bờ Biển Ngà, đội tuyển bóng đá quốc gia Bờ Biển Ngà giành chức vô địch trong giải đấu này.
- 18 tháng 1: Chung kết Hoa hậu Toàn cầu 2023 tổ chức tại Campuchia, Ashley Melendez giành chiến thắng trong cuộc thi này.
- 19 tháng 1 – 2 tháng 2: Thế vận hội Trẻ Mùa đông 2024 tổ chức tại Gangwon, Hàn Quốc.

### Tháng 2
- 2 tháng 2: Mùa cháy rừng Chile năm 2024 – Chile ban bố tình trạng khẩn cấp khi cháy rừng giết chết ít nhất 10 người trên khắp đất nước. Nhiều vụ cháy được báo cáo ở Valparaíso và Viña del Mar.[27]
- 4 tháng 2: 
  - Số người chết vì cháy rừng lớn ở Valparaíso tăng lên ít nhất 112 người, với khoảng 3.000 đến 6.000 ngôi nhà bị hư hại trong đám cháy.[28]
  - Tổng thống Namibia Hage Geingob qua đời ở tuổi 82, và được kế nhiệm bởi phó chủ tịch Nangolo Mbumba.[29][30]
  - Tổng tuyển cử Salvador năm 2024: Dự kiến tổng thống đương nhiệm Nayib Bukele đã thắng cử với hơn 80% phiếu bầu, trở thành tổng thống đầu tiên được tái đắc cử ở El Salvador kể từ cuộc bầu cử năm 1944.[29][30]
- 6 tháng 2: Cựu Tổng thống Chile hai nhiệm kỳ Sebastián Piñera qua đời trong một vụ tai nạn trực thăng ở thị trấn Lago Ranco, ở miền nam Chile.[31]
- 11 tháng 2: Bầu cử tổng thống Phần Lan 2024: Trong cuộc bầu cử tổng thống gần nhất trong lịch sử Phần Lan, Alexander Stubb được bầu tổng thống ở vòng hai.[32]
- 14 tháng 2: Tổng tuyển cử Indonesia 2024 được tổ chức.
- 15 – 25 tháng 2: Giải vô địch bóng đá bãi biển thế giới 2024 tổ chức tại Các tiểu vương quốc Ả Rập Thống nhất, đội tuyển bóng đá bãi biển quốc gia Brasil giành chức vô địch trong giải đấu này.

### Tháng 3
- 3 – 16 tháng 3: Cúp bóng đá U-20 nữ châu Á 2024 tổ chức tại Uzbekistan, đội tuyển bóng đá U-20 nữ quốc gia Cộng hòa Dân chủ Nhân dân Triều Tiên giành chức vô địch trong giải đấu này.
- 5 tháng 3: Sự cố Facebook ngừng hoạt động trong hai giờ.[33][34][35]
- 9 tháng 3: Chung kết Hoa hậu Thế giới 2023 tổ chức tại Ấn Độ, Krystyna Pyszková giành chiến thắng trong cuộc thi này.
- 17 tháng 3: Bầu cử tổng thống Nga 2024.
- 21 – 26 tháng 3: FIFA Series 2024 tổ chức tại Algérie, Azerbaijan, Ai Cập, Ả Rập Xê Út và Sri Lanka.
- 21 tháng 3: Chủ tịch nước Việt Nam Võ Văn Thưởng bị miễn nhiệm chức.[36][37]
- 22 tháng 3: Vụ tấn công nhà hát Crocus City Hall ở Nga khiến 145 người thiệt mạng và hơn 500 người bị thương.
- 23 tháng 3: Giờ Trái Đất 2024.
- 26 tháng 3: Vụ sập cầu Francis Scott Key.[38]

### Tháng 4
- 3 tháng 4: Chú gấu trúc Fubao trở về Trung Quốc sau 4 năm sống tại Hàn Quốc.[39]
- 8 tháng 4: Nhật thực toàn phần có thể nhìn thấy được trên khắp Bắc Mỹ.[40]
- 15 tháng 4 – 3 tháng 5: Cúp bóng đá U-23 châu Á 2024 tổ chức tại Qatar, đội tuyển bóng đá U-23 quốc gia Nhật Bản giành chức vô địch trong giải đấu này.
- 16 tháng 4: Dubai, Ả Rập chìm trong trận bão lớn nhất và lũ lụt lớn nhất lịch sử.
- 17 – 28 tháng 4: Cúp bóng đá trong nhà châu Á 2024 tổ chức tại Thái Lan, đội tuyển bóng đá trong nhà quốc gia Iran giành chức vô địch trong giải đấu này.
- 23 tháng 4:
  - Ngày môi trường thế giới.
  - Ra mắt cuốn sách By the time you read this: The space beetwen Cheslie's smile and mental illness (tạm dịch: Đến lúc bạn đọc điều này: Khoảng cách giữa nụ cười và sức khỏe tâm thần của Cheslie) viết bởi cố Hoa hậu Mỹ 2019 Cheslie Kryst và April Simpkins (mẹ ruột của cô).[41][42]
- 26 tháng 4: Ông Vương Đình Huệ bị miễn nhiệm chức vụ Chủ tịch Quốc hội Việt Nam.[43][44]

### Tháng 5
- 6 – 19 tháng 5: Cúp bóng đá U-17 nữ châu Á 2024 tổ chức tại Indonesia, đội tuyển bóng đá U-17 nữ quốc gia Cộng hòa Dân chủ Nhân dân Triều Tiên giành chức vô địch trong giải đấu này.
- 15 tháng 5: Vụ ám sát thủ tướng Slovakia Robert Fico.
- 19 tháng 5: Tổng thống Cộng hòa Hồi giáo Iran Ebrahim Raisi và ngoại trưởng Hossein Amir-Abdollahian qua đời trong tai nạn trực thăng ở tỉnh Đông Azerbaijan.
- 20 tháng 5:
  - Trần Thanh Mẫn được bầu làm Chủ tịch Quốc hội nước Cộng hòa xã hội chủ nghĩa Việt Nam.[45]
  - Nhóm nhạc nữ Việt Nam Lunas chính thức ra mắt.
- 22 tháng 5: Tô Lâm được bầu làm Chủ tịch nước Cộng hòa xã hội chủ nghĩa Việt Nam.[46]

### Tháng 6
- 6 tháng 6 – 9 tháng 6: Bầu cử Nghị viện Châu Âu.[47]
- 14 tháng 6 – 14 tháng 7: Giải vô địch bóng đá châu Âu 2024 tổ chức tại Đức, đội tuyển bóng đá quốc gia Tây Ban Nha giành chức vô địch trong giải đấu này.
- 18 tháng 6: Marvel Super War, trò chơi điện tử MOBA của NetEase chính thức ngừng phát hành.
- 20 tháng 6: Tencent Games phát hành trò chơi điện tử MOBA Vương Giả Vinh Diệu phiên bản quốc tế sau khi phát hành trước ở Brasil và Thổ Nhĩ Kỳ cũng như các quốc gia ở Trung Đông, Bắc Phi và Cộng đồng các Quốc gia Độc lập.
- 21 tháng 6 – 14 tháng 7: Cúp bóng đá Nam Mỹ 2024 tổ chức tại Hoa Kỳ, đội tuyển bóng đá quốc gia Argentina giành chức vô địch trong giải đấu này.
- 29 tháng 6: Một vụ nổ mạnh đã xảy ra tại kho pháo ở thành phố Zamboanga, miền nam Philippines, khiến ít nhất 5 người thiệt mạng và 38 người bị thương.[48]

### Tháng 7
- 4 tháng 7 – 25 tháng 8: Esports World Cup 2024 tổ chức tại Riyadh, Ả Rập Xê Út.
- 4 tháng 7: Chung kết Nam vương Siêu quốc gia 2024 tổ chức tại Ba Lan, Fezile Mkhize giành chiến thắng trong cuộc thi này.
- 6 tháng 7: Chung kết Hoa hậu Siêu quốc gia 2024 tổ chức tại Ba Lan, Harashta Haifa Zahra giành chiến thắng trong cuộc thi này.
- 13 tháng 7: Vụ ám sát bất thành Donald Trump.[49][50]
- 19 tháng 7: 
  - Sự cố CrowdStrike gây ảnh hưởng đến nhiều doanh nghiệp và tổ chức trên toàn thế giới.[51]
  - Tổng Bí thư Đảng Cộng sản Việt Nam Nguyễn Phú Trọng qua đời ở tuổi 80.
- 21 – 22 tháng 7: Hai trận lở đất đã chôn vùi hai ngôi làng ở Vùng Nam Ethiopia, Ethiopia, khiến 257 người thiệt mạng và 12 người bị thương.[52]
- 24 tháng 7: Một chiếc Bombardier CRJ 200 được khai thác bởi Saurya Airlines chở 23 hành khách và phi hành đoàn gặp nạn khi đang cất cánh tại Kathmandu, Nepal. Người sống sót duy nhất là cơ trưởng.[cần dẫn nguồn]
- 25 tháng 7: Ironhide Game Studio phát hành trò chơi điện tử phòng thủ tháp Kingdom Rush 5: Alliance, phần thứ 5 trong loạt trò chơi Kingdom Rush.
- 26 tháng 7 – 11 tháng 8: Thế vận hội Mùa hè 2024 tổ chức tại Paris, Pháp.
- 30 tháng 7: Bạo loạn do phe cực hữu diễn ra khắp Vương quốc Anh sau vụ tấn công bằng dao tại Southport.

### Tháng 8
- 3 tháng 8: Tô Lâm trở thành Tổng bí thư Đảng Cộng sản Việt Nam kế tiếp của Đảng Cộng sản Việt Nam.
- 5 tháng 8: Thủ tướng Bangladesh Sheikh Hasina từ chức giữa làn sóng biểu tình.
- 9 tháng 8: Chuyến bay 2283 của Voepass Linhas Aéreas: Một chiếc ATR 72 của Voepass Linhas Aéreas rơi gần Vinhedo, São Paulo, Brasil, làm 62 người trên máy bay thiệt mạng.[53]
- 20 tháng 8: Game Science phát hành trò chơi điện tử hành động nhập vai Black Myth: Wukong.
- 23 tháng 8: Một chiếc xe buýt của Ấn Độ chở 40 người lao xuống con sông ở huyện Tanahun của Nepal.[54]
- 24 tháng 8: Chung kết Hoa hậu Chuyển giới Quốc tế 2024 tổ chức tại Thái Lan, Catalina Marsano giành chiến thắng trong cuộc thi này.
- 25 tháng 8: ABU Robocon 2024 tổ chức tại Việt Nam, đội Hồng Kông giành giải nhất trong cuộc thi này.
- 28 tháng 8 – 8 tháng 9: Thế vận hội Người khuyết tật Mùa hè 2024 tổ chức tại Paris, Pháp.
- 31 tháng 8 – 22 tháng 9: Giải vô địch bóng đá nữ U-20 thế giới 2024 tổ chức tại Colombia, đội tuyển bóng đá U-20 nữ quốc gia Cộng hòa Dân chủ Nhân dân Triều Tiên giành chức vô địch trong giải đấu này.

### Tháng 9
- 3 tháng 9: Một chiếc xe buýt đâm vào nhóm học sinh và phụ huynh bên ngoài trường học ở miền đông Trung Quốc, khiến 11 người thiệt mạng và 13 người khác bị thương.[55]
- 14 tháng 9 – 6 tháng 10: Giải vô địch bóng đá trong nhà thế giới 2024 tổ chức tại Uzbekistan, đội tuyển bóng đá trong nhà quốc gia Brasil giành chức vô địch trong giải đấu này.
- 25 tháng 9 – 2 tháng 11: Giải vô địch thế giới Liên Minh Huyền Thoại 2024 tổ chức tại Đức, Pháp và Anh, đội T1 giành chức vô địch trong giải đấu này.
- 28 tháng 9: Sự cố sập sân khấu cuộc thi Hoa hậu Hoàn vũ Quốc tế 2024 trong quá trình chuẩn bị ở Nhà thi đấu Phú Thọ, Thành phố Hồ Chí Minh khiến 1 nhân viên kỹ thuật bị thương.[56]
- 29 tháng 9: Mười thuỷ thủ đoàn trên một tàu đánh cá của Việt Nam bị thương trong một vụ tấn công bởi một tàu không xác định gần Quần đảo Hoàng Sa đang bị tranh chấp trên Biển Đông bởi cả Việt Nam, Trung Quốc và Đài Loan.[57] Chính quyền Việt Nam sau đó lên tiếng lực lượng thực thi pháp luật Trung Quốc phải chịu trách nhiệm về việc này.[58]
- 30 tháng 9: Một toà án ở Thái Lan dẫn độ Y Quynh Bđăp, nhà hoạt động người Thượng bị kết án vắng mặt tại Việt Nam về tội khủng bố bởi vai trò của ông trong vụ tấn công ở Đắk Lắk năm 2023.[59]

### Tháng 10
- 1 tháng 10: Xảy ra vụ cháy xe buýt ở vùng ngoại ô thủ đô Bangkok của Thái Lan.[60]
- 4 tháng 10: Dan Da Dan chính thức lên sóng.
- 5 tháng 10: Chung kết Hoa hậu Hoàn vũ Quốc tế 2024 tổ chức tại Việt Nam, Ketut Permata Juliastrid giành chiến thắng trong cuộc thi này.
- 16 tháng 10 – 3 tháng 11: Giải vô địch bóng đá nữ U-17 thế giới 2024 tổ chức tại Cộng hòa Dominica, đội tuyển bóng đá U-17 nữ Cộng hòa Dân chủ Nhân dân Triều Tiên giành chức vô địch trong giải đấu này.
- 25 tháng 10: Chung kết Hoa hậu Hòa bình Quốc tế 2024 tổ chức tại Thái Lan, Rachel Gupta giành chiến thắng trong cuộc thi này.

### Tháng 11
- 1 tháng 11: Bầu cử nghị viện Romania 2024.[61]
- 3 tháng 11: Bầu cử tổng thống Moldova 2024: Tổng thống đương nhiệm Maia Sandu tái đắc cử cho nhiệm kỳ thứ hai.[62]
- 5 tháng 11
  - Bầu cử tổng thống Hoa Kỳ 2024 được tổ chức, với Donald Trump thắng nhiệm kỳ thứ hai (không liên tiếp).[63]
  - Bầu cử Palau 2024 được tổ chức.[64]
- 9 tháng 11: Chung kết Hoa hậu Trái Đất 2024 tổ chức tại Philipines, Jessica Lane giành chiến thắng trong cuộc thi này.
- 12 tháng 11: Chung kết Hoa hậu Quốc tế 2024 tổ chức tại Nhật Bản, Huỳnh Thị Thanh Thủy giành chiến thắng trong cuộc thi này.
- 16 tháng 11: Chung kết Hoa hậu Hoàn vũ 2024 tổ chức tại México, Victoria Kjær Theilvig giành chiến thắng trong cuộc thi này.
- 23 tháng 11: Chung kết Nam vương Thế giới 2024 tổ chức tại Việt Nam, Danny Mejia giành chiến thắng trong cuộc thi này.

### Tháng 12
- 3 tháng 12: Tổng thống Hàn Quốc Yoon Suk Yeol tuyên bố thiết quân luật trong bài phát biểu được truyền hình trực tiếp trên đài YTN, cáo buộc Đảng Dân chủ Đồng hành có cảm tình với Triều Tiên và thực hiện các hành động chống lại nhà nước.[65]
- 4 tháng 12: Brian Thompson, giám đốc điều hành của công ty bảo hiểm y tế Mỹ UnitedHealth, bị một kẻ tấn công không rõ danh tính bắn chết ở New York.[66]
- 6 tháng 12:
  - Bầu cử tổng thống Romania 2024.[67][68]
  - NetEase phát hành trò chơi điện tử bắn súng anh hùng/trực tuyến nhiều người chơi Marvel Rivals.
  - Giải thưởng VinFuture 2024 tổ chức tại Việt Nam.
- 7 tháng 12: Nhà thờ Đức Bà Paris mở cửa cho công chúng sau khi bị hư hại do hỏa hoạn vào năm 2019.[69]
- 8 tháng 12: Nội chiến Syria: Tổng thống Syria Bashar al-Assad rời Damascus sau khi bị lật đổ, chấm dứt nhiệm kỳ tổng thống của ông kể từ năm 2000.[70]
- 8 tháng 12 năm 2024 – 5 tháng 1 năm 2025: Giải vô địch bóng đá ASEAN 2024 tổ chức tại Đông Nam Á, đội tuyển bóng đá quốc gia Việt Nam giành chức vô địch trong giải đấu này.
- 10 tháng 12: Secret Level, loạt phim tuyển tập về trò chơi điện tử chính thức lên sóng.
- 21 tháng 12: Chung kết Hoa hậu Sắc đẹp Quốc tế 2024 tổ chức tại Việt Nam, Rashmita Rasindran giành chiến thắng trong cuộc thi này.
- 25 tháng 12:
  - Nghị định 147/2024/NĐ-CP của Chính phủ Việt Nam về quản lý, cung cấp, sử dụng dịch vụ Internet và thông tin trên mạng bắt đầu có hiệu lực.[71]
  - Chuyến bay 8243 của Azerbaijan Airlines: Một chiếc Embraer ERJ-190AR, rơi ở Kazakhstan. 29 trên 67 người trên máy bay sống sót sau tai nạn.[72][73]
- 27 tháng 12: Giải thưởng Nghệ sĩ châu Á 2024 tổ chức tại Thái Lan.
- 29 tháng 12: Chuyến bay 2216 của Jeju Air: 179 người thiệt mạng và hai người sống sót.[74][75]

## Mất

### Tháng 1

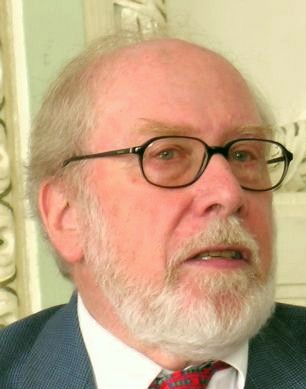
Niklaus Wirth

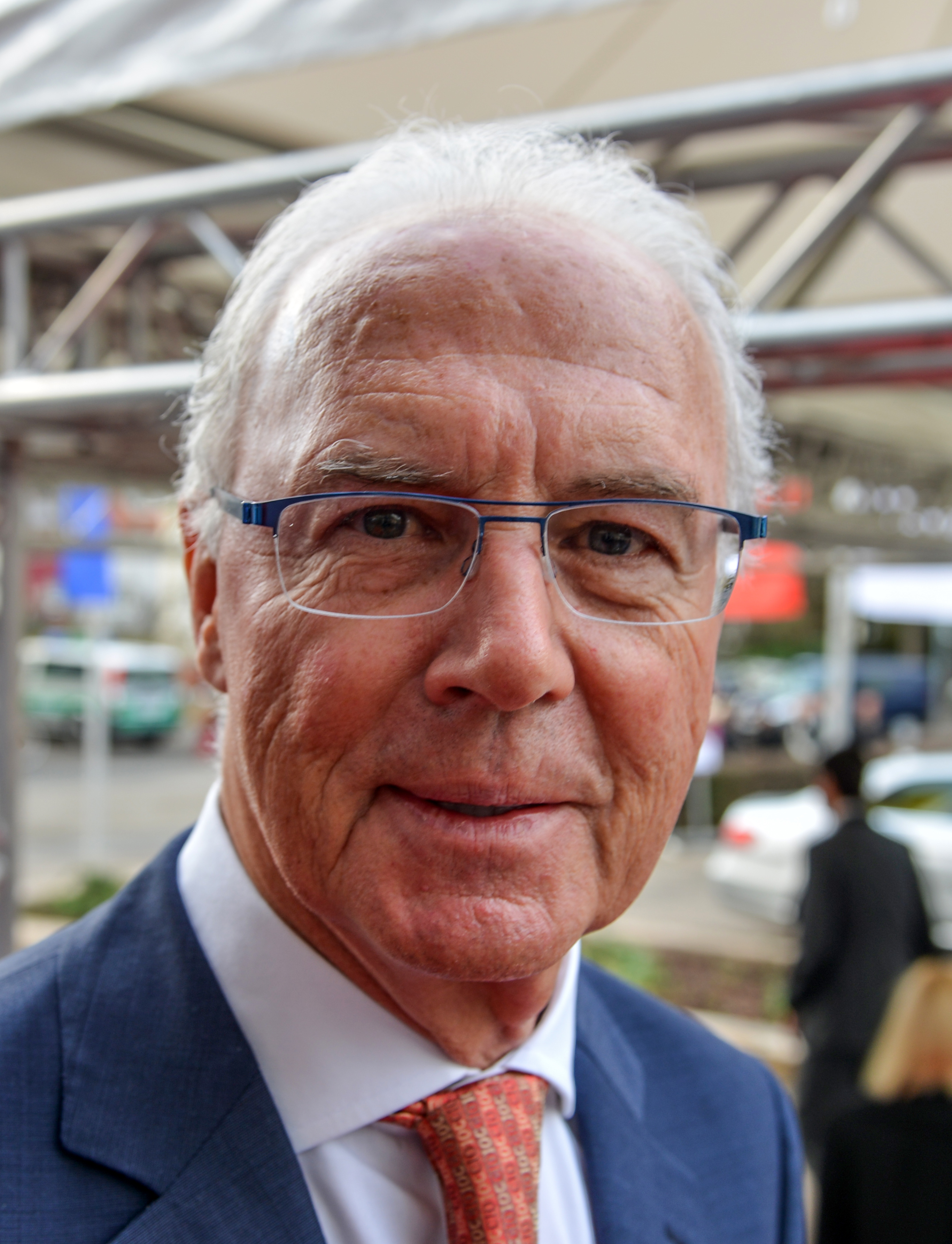
Franz Beckenbauer

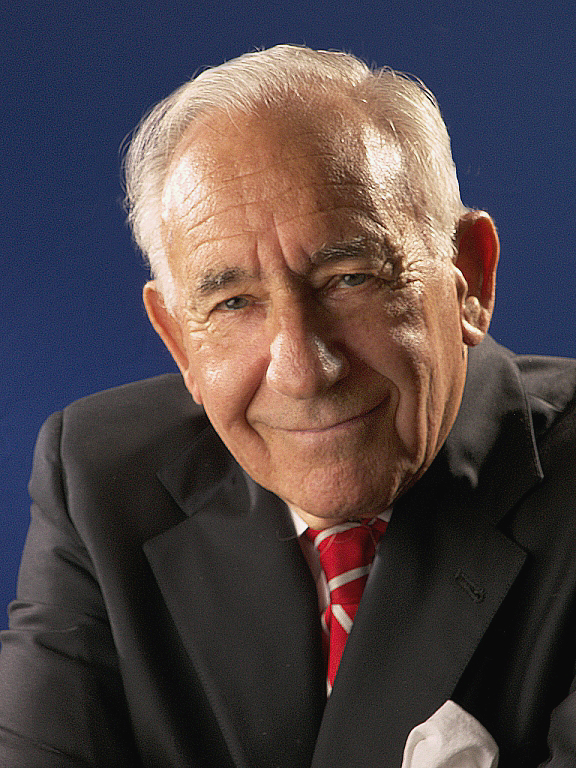
David Kahn

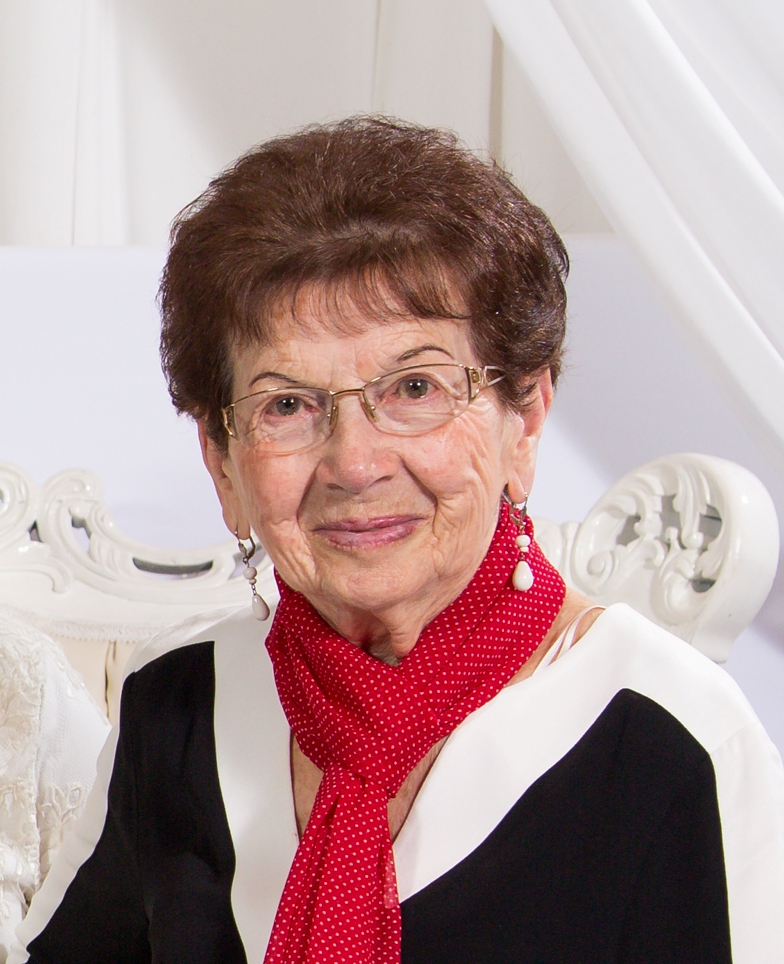
Bat-Sheva Dagan

- 1 tháng 1: Niklaus Wirth, nhà khoa học máy tính Thụy Sĩ (s. 1934)
- 2 tháng 1: Hồ Phương (Nguyễn Thế Xương), nhà văn người Việt Nam (s. 1930) [76]
- 3 tháng 1: Bobby Hoy, cầu thủ bóng đá người Anh (s. 1950)
- 4 tháng 1: 
  - Leonid Tkachenko, cầu thủ bóng đá Ukraina/Nga (s. 1953)
  - Yokoyama Tomonobu, cầu thủ bóng đá người Nhật Bản (s. 1985)
- 5 tháng 1: 
  - Mário Zagallo, cầu thủ bóng đá Brasil (s. 1931)
  - Thanh Hoa, nữ cascadeur kiêm diễn viên người Việt Nam (s. 1982)
- 7 tháng 1: Franz Beckenbauer, cầu thủ bóng đá Đức (s. 1945)
- 9 tháng 1: James Kottak, tay trống người Mỹ (s. 1962)
- 11 tháng 1: Kim Kyong-ok, sĩ quan quân đội Triều Tiên (s. 1930)
- 13 tháng 1: 
  - Khôi Tử, nam ca sĩ người Trung Quốc (s. 1974)
  - Joseph Zadroga, người ủng hộ nước Mỹ sống sót sau vụ 11 tháng 9 (s. 1947)
  - Stephen Laybutt, cầu thủ bóng đá Úc (s. 1977)
- 14 tháng 1: Huỳnh Vũ Thạch, ca sĩ nhóm nhạc nhí Ve Sầu, quản lý PR cho nghệ sĩ, phát thanh viên, biên tập viên, nhà báo, chuyên viên truyền thông, giảng viên, thạc sĩ quản trị truyền thông người Việt Nam (s. 1989)
- 15 tháng 1: Thi Minh Đức, chính trị gia Đài Loan (s. 1941)
- 16 tháng 1: Sergio Sebastiani, Hồng y Công giáo Rôma người Ý (s. 1931)
- 18 tháng 1: Cecilia Ogwal, chính trị gia người Uganda (s. 1946)
- 19 tháng 1:
  - Lee Doo-yong, đạo diễn phim Hàn Quốc (s. 1942)
  - Ewa Podleś, ca sĩ nhạc contralto người Ba Lan (s. 1952)
  - Toru Kawashima, cầu thủ bóng đá Nhật Bản (s. 1970)
- 20 tháng 1: Sadegh Omidzadeh, sĩ quan tình báo Iran
- 21 tháng 1: Gus Wingfield, chủ ngân hàng và chính trị gia người Mỹ (s. 1926)
- 22 tháng 1:
  - Lior Lubin, cầu thủ bóng rổ Israel (s. 1977)
  - Luigi Riva, cầu thủ bóng đá người Ý (s. 1944)
  - Arno Allan Penzias, nhà vật lý và thiên văn vô tuyến người Mỹ (s. 1933)
- 23 tháng 1: 
  - Frank Farian, ca sĩ người Đức (s. 1941)
  - David Kahn, nhà sử học người Mỹ (s. 1930)
- 24 tháng 1: 
  - Väino Uibo, diễn viên người Estonia (s. 1942)
  - Serhiy Rozhok, cầu thủ bóng đá Ukraina (s. 1985)
- 25 tháng 1: 
  - Bat-Sheva Dagan, người Do Thái sống sót sau thảm họa Holocaust (s. 1925)
  - Roger Donlon, sĩ quan quân đội Mỹ, người nhận Huân chương Danh dự (s. 1934)
  - Kenneth Smith, kẻ giết người bị kết án người Mỹ (s. 1965)
- 28 tháng 1: Luis Tejada, cầu thủ bóng đá người Panama (s. 1982)
- 31 tháng 1: 
  - Michael Egan, chính trị gia Úc (s. 1948)
  - Thủy Phạm (Phạm Thị Thu Thủy), nữ diễn viên, người mẫu người Việt Nam (s. 1990)[77]

### Tháng 2
- 4 tháng 2:

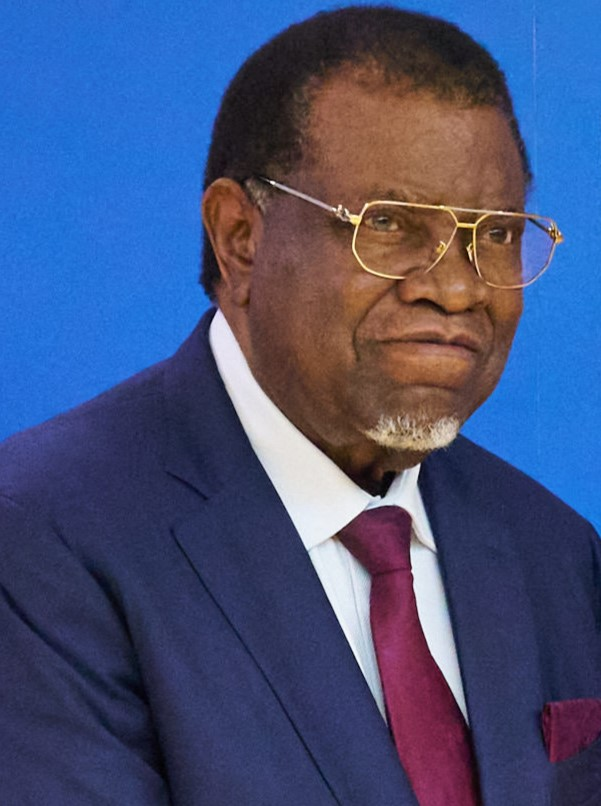
Hage Geingob

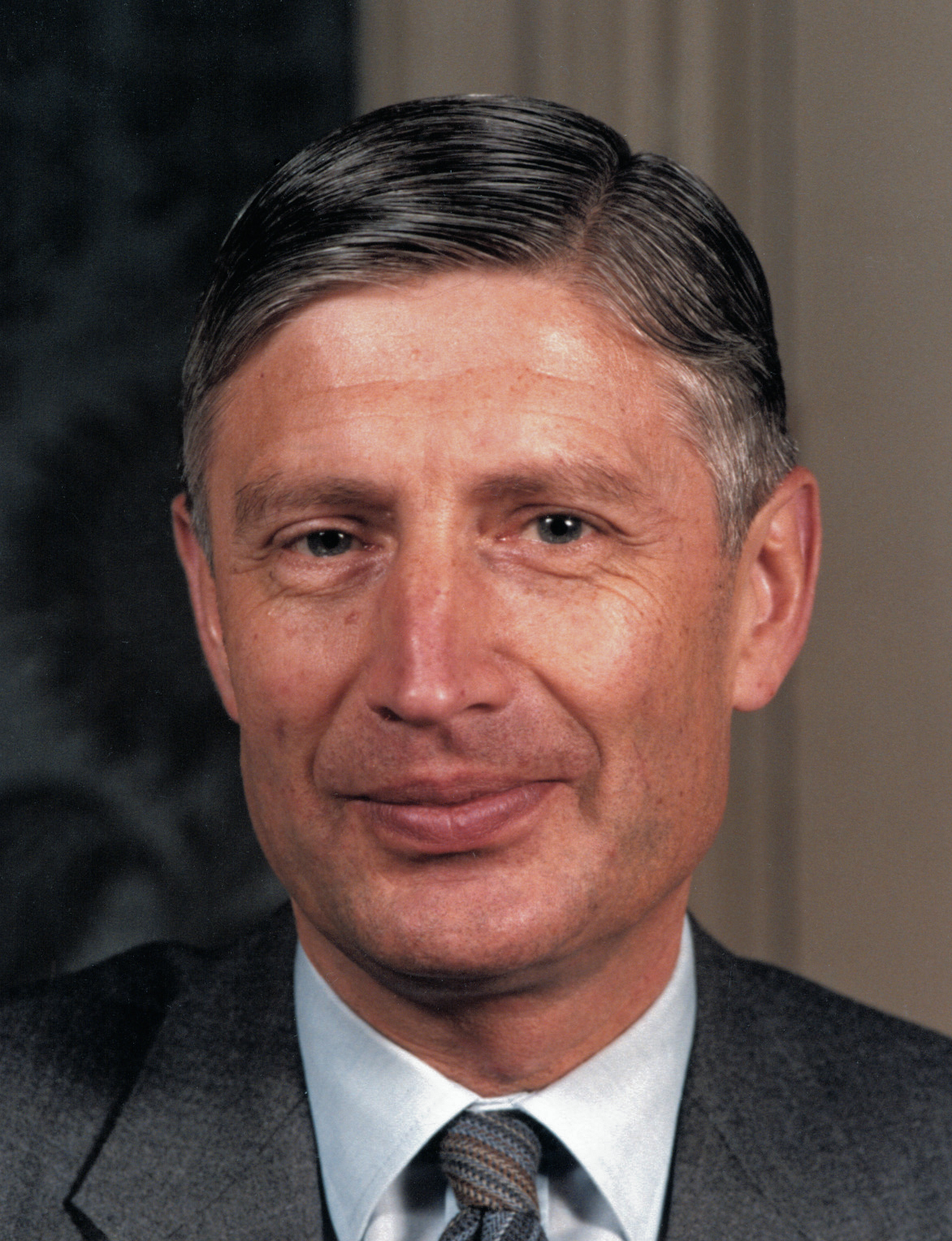
Dries van Agt

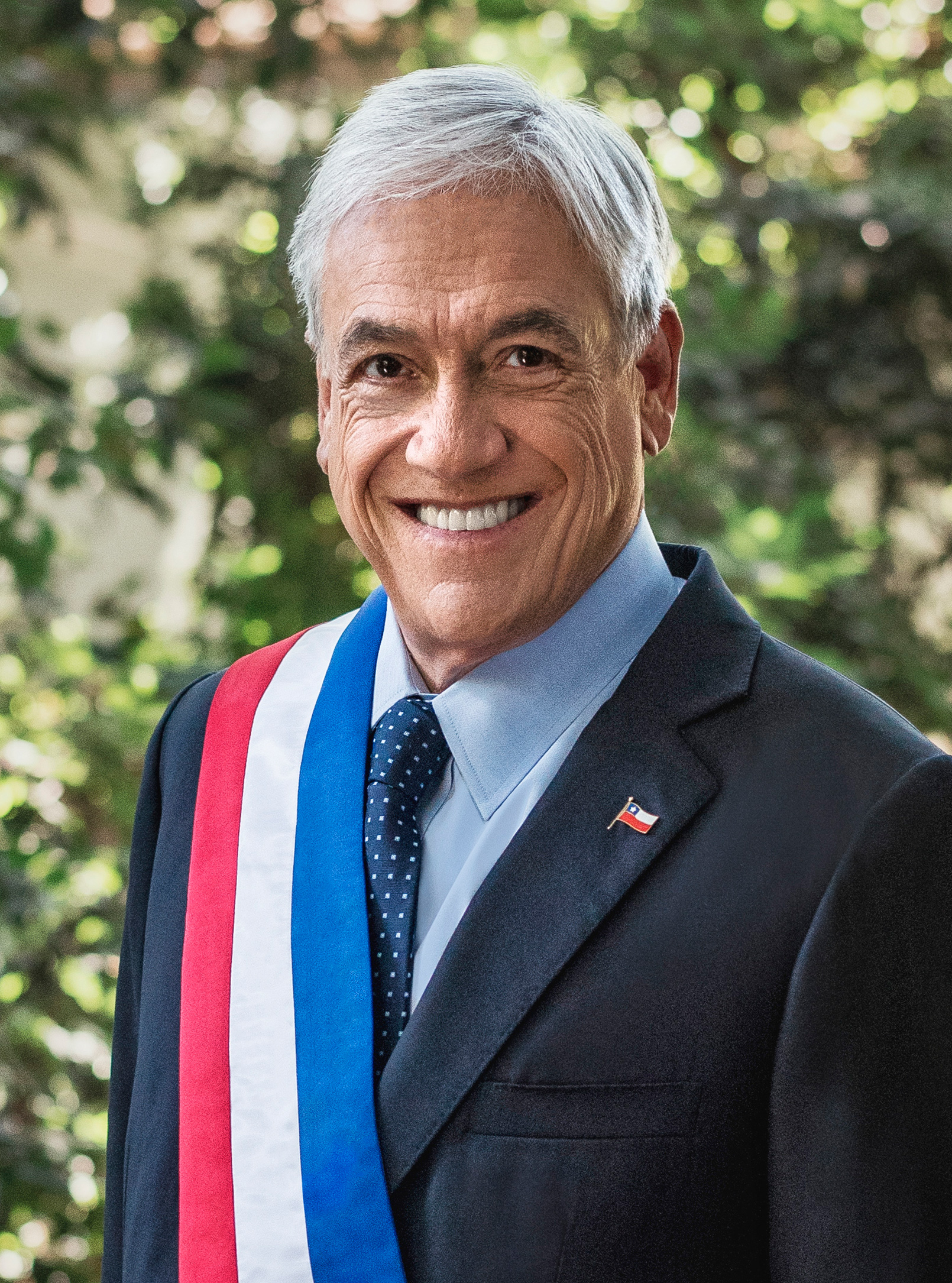
Sebastián Piñera

Brian Mulroney

  - Hage Geingob, Tổng thống thứ 3 của Namibia (s. 1941)
  - Kurt Hamrin, cầu thủ bóng đá Thụy Điển (s. 1934)
- 5 tháng 2: 
  - Toby Keith, ca sĩ nhạc đồng quê người Mỹ (s. 1961)
  - Dries van Agt, Thủ tướng thứ 34 của Hà Lan (s. 1931)
- 6 tháng 2: Sebastián Piñera, tổng thống thứ 36 và 38 của Chile (s. 1949)
- 7 tháng 2:
  - Akamatsu Ryōko, chính khách người Nhật Bản (s. 1929).[78]
  - Luigi Arienti, tay đua xe đạp người Ý (s. 1937)
  - Chu Hùng, nghệ sĩ ưu tú, diễn viên người Việt Nam (s. 1956)
- 9 tháng 2: Jenny Estrada, nhà báo Ecuador (s. 1940)
- 12 tháng 2: Chuck Mawhinney, lính bắn tỉa của Thủy quân lục chiến Mỹ (s. 1949)
- 13 tháng 2: Twomad (Muudea Sedik), YouTuber, người phát trực tiếp người Canada (s. 2000)
- 16 tháng 2:
  - Alexei Navalny, lãnh đạo phe đối lập và luật sư người Nga (s. 1976)
  - Imitiaz Qureshi, đầu bếp Ấn Độ (s. 1931)
  - Ben Lanzarone, nhà soạn nhạc Mỹ (s. 1938)
- 19 tháng 2: Nguyễn Thu Mai, Á hậu Việt Nam 1988 (s. 1970)[79]
- 20 tháng 2: Teresa Selma, diễn viên Venezuela (s. 1930)
- 21 tháng 2: Roger Guillemin, nhà sinh học Pháp (s. 1924)
- 23 tháng 2: Shinsadong Tiger, nhà sản xuất âm nhạc Hàn Quốc (s. 1983)
- 25 tháng 2: Tông Khánh Hậu, doanh nhân Trung Quốc (s. 1945)
- 29 tháng 2: Brian Mulroney, Thủ tướng thứ 18 của Canada (s. 1939)

### Tháng 3

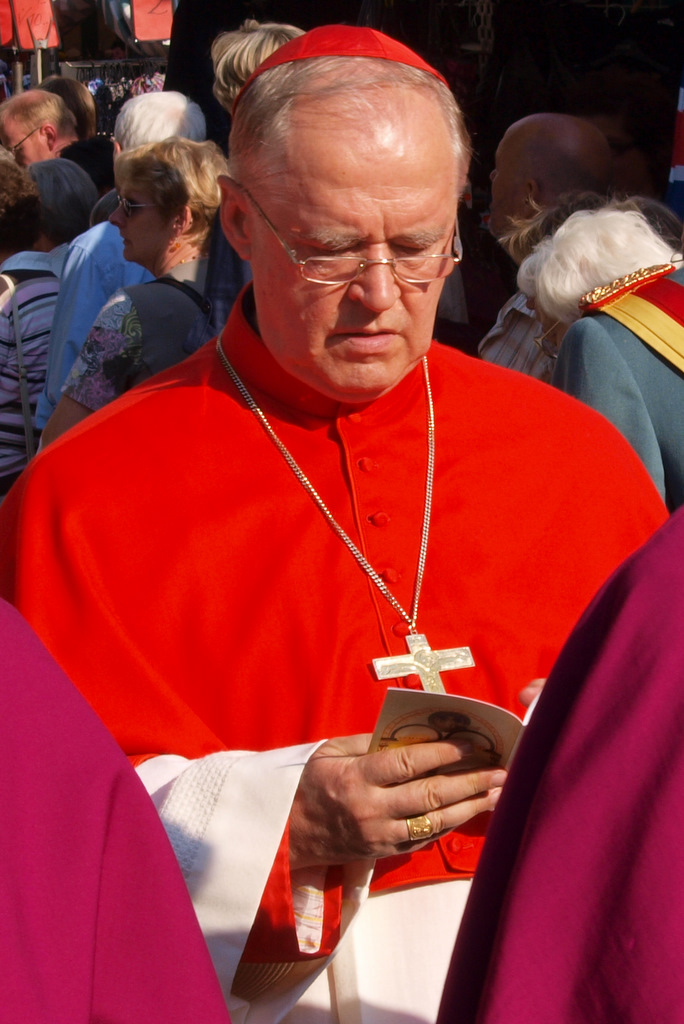
Paul Josef Cordes

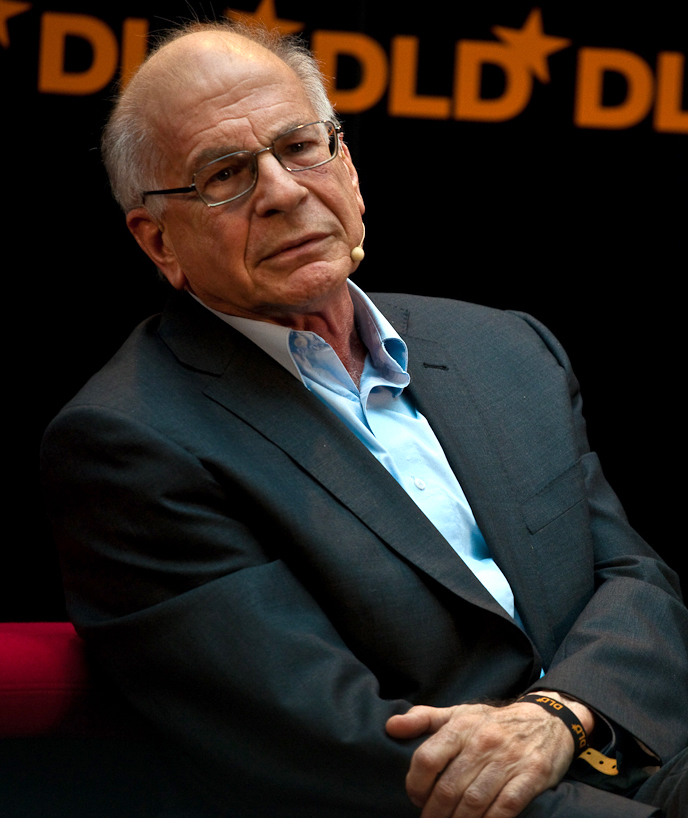
Daniel Kahneman

- 1 tháng 3: Toriyama Akira, họa sĩ manga người Nhật Bản, tác giả bộ manga Dragon Ball – 7 viên ngọc rồng (s. 1955)
- 2 tháng 3: Søren Pape Poulsen, chính khách Đan Mạch (s. 1971)
- 5 tháng 3: Solihin G. P., chính trị Indonesia (s. 1926)
- 8 tháng 3: Diana Conti, luật sư và chính trị Argentina (s. 1956)
- 11 tháng 3: Paul Richard Alexander, nhà văn người Mỹ (s. 1946)
- 15 tháng 3: Paul Josef Cordes, Hồng y người Đức (s. 1934)
- 17 tháng 3: Lee Woo-ri, diễn viên lồng tiếng người Hàn Quốc (s. 2000)
- 19 tháng 3: Võ Minh Như, Thiếu tướng Quân đội nhân dân Việt Nam, nguyên Phó Tư lệnh Quân khu 7 (s. 1927)
- 20 tháng 3: Vernor Vinge, giáo sư toán học người Mỹ (s. 1944)
- 23 tháng 3: Maurizio Pollini, nghệ sĩ dương cầm người Ý (s. 1942)
- 27 tháng 3: Daniel Kahneman, nhà kinh tế học người Mỹ gốc Do Thái (s. 1934)
- 31 tháng 3: Trần Thị Thanh Thanh, nguyên Ủy viên Trung ương Đảng, nguyên Bộ trưởng, Chủ nhiệm Ủy ban Bảo vệ và chăm sóc trẻ em Việt Nam (s. 1940) [80]

### Tháng 4

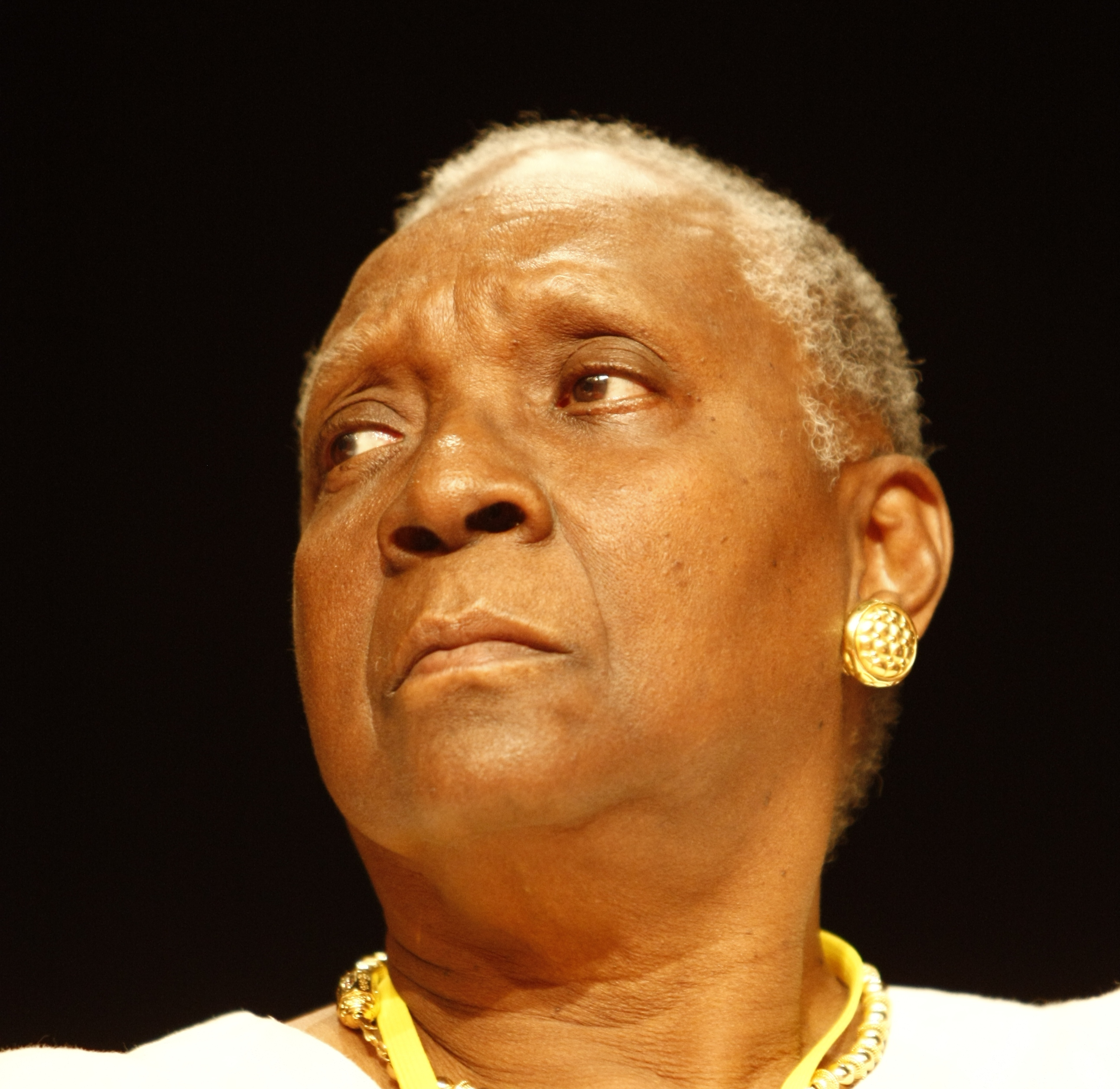
Maryse Condé

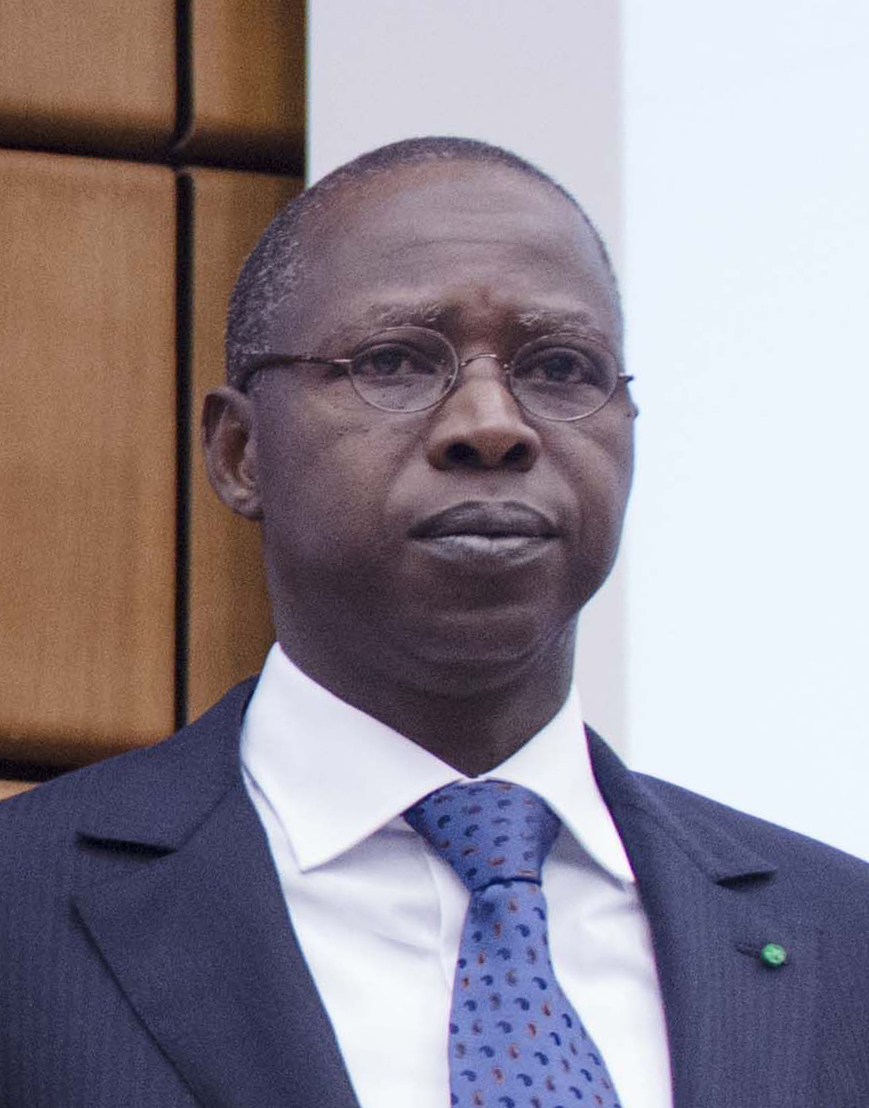
Mohammed Dionne

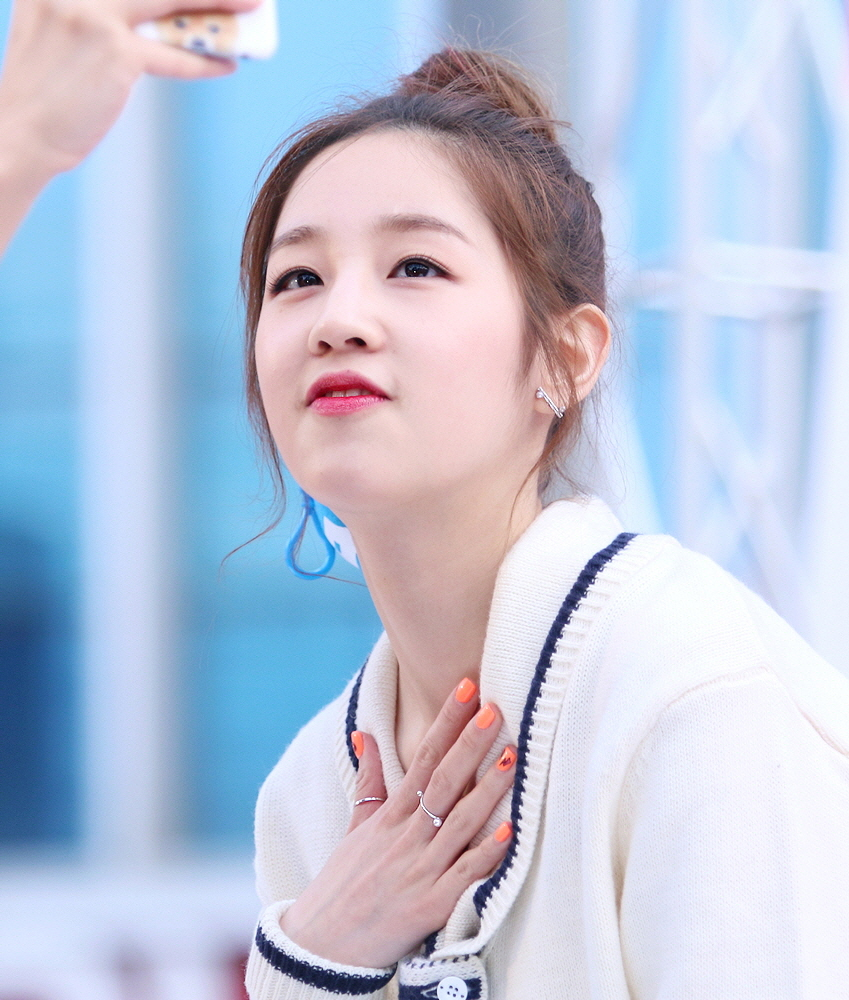
Park Bo-ram

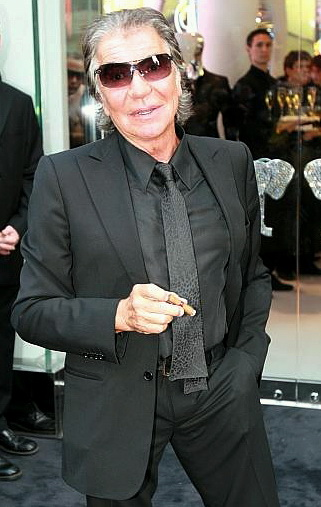
Roberto Cavalli

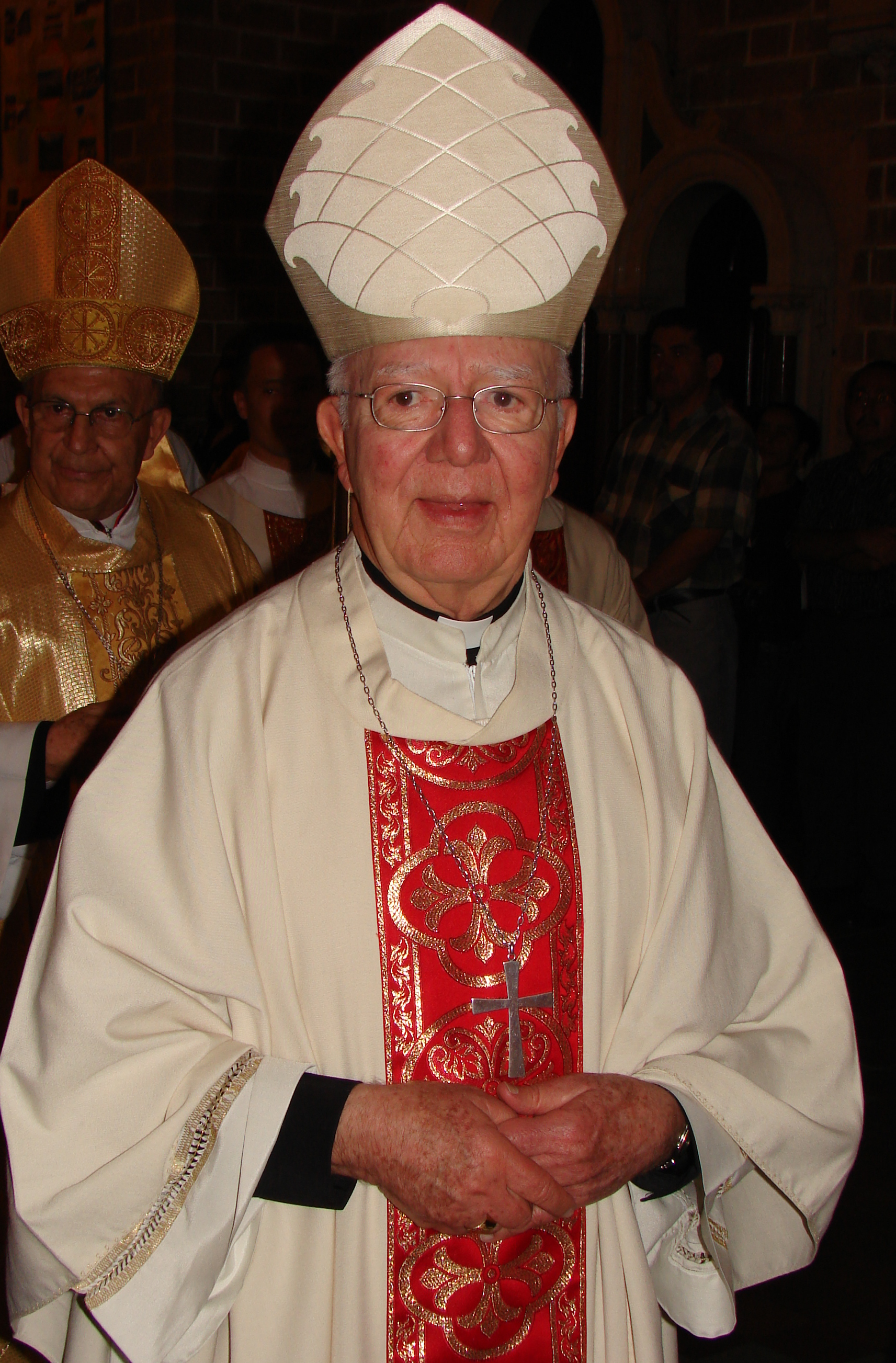
Pedro Rubiano Sáenz

- 1 tháng 4: Mohammad Reza Zahedi, sĩ quan quân đội Iran (s. 1960)
- 2 tháng 4:
  - Maryse Condé (Maryse Boucolon), tác giả người Pháp (s. 1934)
  - Juan Vicente Pérez, người đàn ông sống lâu đời Venezuela (s. 1909)
- 3 tháng 4: Luke Fleurs, cầu thủ bóng đá Nam Phi (s. 2000)
- 4 tháng 4: Abu Maria al-Qahtani, chiến binh Hồi giáo Iraq (s. 1976)
- 5 tháng 4: Mohammed Dionne, Thủ tướng Sénégal (s. 1959)
- 6 tháng 4: Joseph E. Brennan,  chính trị gia Mỹ (s. 1934)
- 8 tháng 4: Peter Higgs, nhà vật lý lý thuyết người Anh (s. 1929)
- 10 tháng 4: 
  - O. J. Simpson, cầu thủ bóng đá người Mỹ (s. 1947)
  - David Goodstein, nhà vật lý người Mỹ (s. 1939)
- 11 tháng 4:
  - Ueki Shigeharu, cầu thủ bóng đá Nhật Bản (s. 1954)
  - Park Bo-ram, nữ ca sĩ người Hàn Quốc (s. 1994)
- 12 tháng 4:
  - Roberto Cavalli, nhà thiết kế thời trang người Ý (s. 1940)
  - Phạm Ngọc Thành, nguyên Giám đốc Sở Thể dục Thể thao Đồng Tháp, Phó chủ tịch Liên đoàn Bóng đá Đồng Tháp (s. 1950)[81]
- 15 tháng 4: Pedro Rubiano Sáenz, Hồng y Công giáo La Mã người Colombia (s. 1932)
- 16 tháng 4: Doãn Ngọc Trâm, mẹ ruột của liệt sĩ Đặng Thùy Trâm (s. 1925)[82]
- 17 tháng 4: Chips Keswick, nhân viên ngân hàng thương mại người Anh (s. 1940)
- 18 tháng 4:
  - Lương Ngọc Diệp, nữ ca sĩ người Việt Nam (s. 1987)[83]
  - Joo Seon-ok, nữ diễn viên người Hàn Quốc (s. 1986)[84]
- 22 tháng 4: Abdul Majeed al-Zindani, giáo sĩ Hồi giáo Yemen (s. 1942)
- 30 tháng 4: Paul Auster, nhà văn người Mỹ (s. 1947)

### Tháng 5
- 7 tháng 5: 

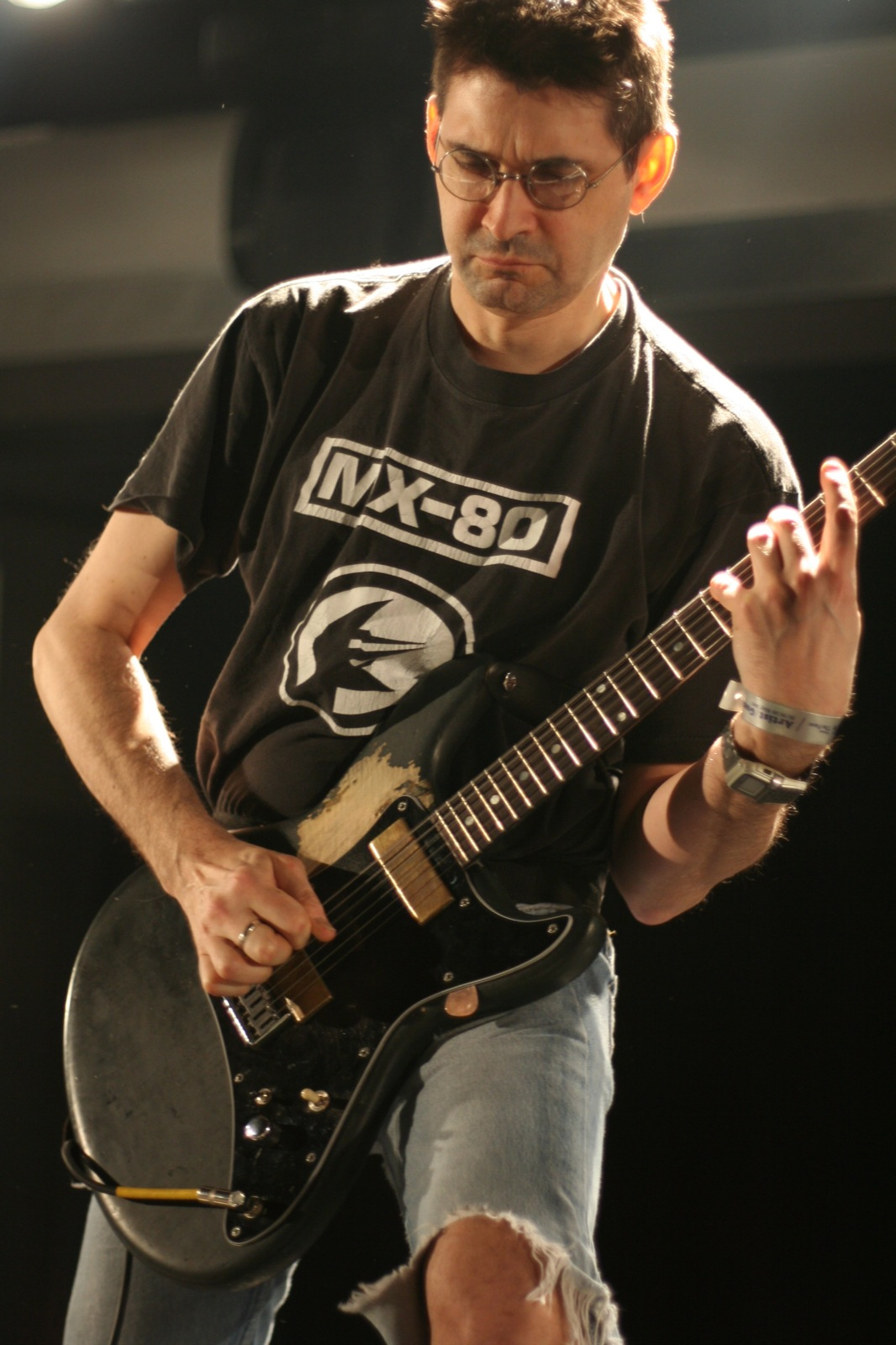
Steve Albini

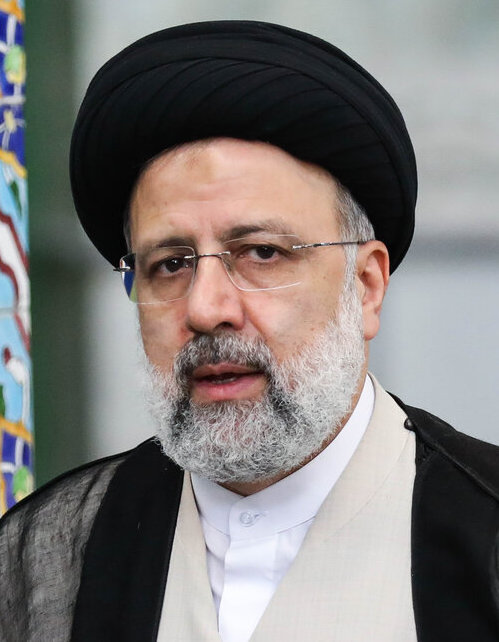
Ebrahim Raisi

  - Kim Ki-nam, quan chức Triều Tiên (s. 1929)
  - Steve Albini, ca sĩ guitar người Mỹ (s. 1962)
- 8 tháng 5: Paul Holmes, cầu thủ bóng đá Anh (s. 1968)
- 9 tháng 5:
  - Yvonne Mokgoro, chính khách Nam Phi (s. 1950)
  - Nguyễn Minh Triết, vận động viên thể dục dụng cụ người Việt Nam (s. 2006)[85]
  - Lâm Nguyễn (Nguyễn Hoàng Sơn Lâm), chuyên gia trang điểm người Việt Nam (s. 1993)[86]
- 10 tháng 5: Bruce Maccabee, nhà vật lý người Mỹ (s. 1942)
- 11 tháng 5: Tường Vi, ca sĩ, nhạc sĩ người Việt Nam (s. 1938)
- 13 tháng 5: Alice Munro, nhà văn Canada (s. 1931)
- 14 tháng 5: Jimmy James, nam ca sĩ người Anh gốc Jamaica (s. 1940)
- 19 tháng 5: 
  - Đức Tiến, nam người mẫu và diễn viên người Việt Nam (s. 1980)
  - Ebrahim Raisi, Tổng thống thứ 8 của Iran (s. 1960)
  - Hossein Amir-Abdollahian, nhà ngoại giao Iran (s. 1964)
- 22 tháng 5, nghệ sĩ nhân dân, đạo diễn người Việt Nam (s. 1948)
- 24 tháng 5: Anna Mahase, nhà giáo dục người Trinidad (s. 1932)
- 29 tháng 5: Margot Benacerraf, đạo diễn Venezuela (s. 1926)
- 30 tháng 5:
  - Anastasia Zavorotnyuk, diễn viên Nga (s. 1971)
  - Kelvin Felix, Hồng y phục vụ tại Saint Lucia (s. 1933)
- 31 tháng 5: Robert William Pickton, tù nhân Canada (s. 1949)

### Tháng 6

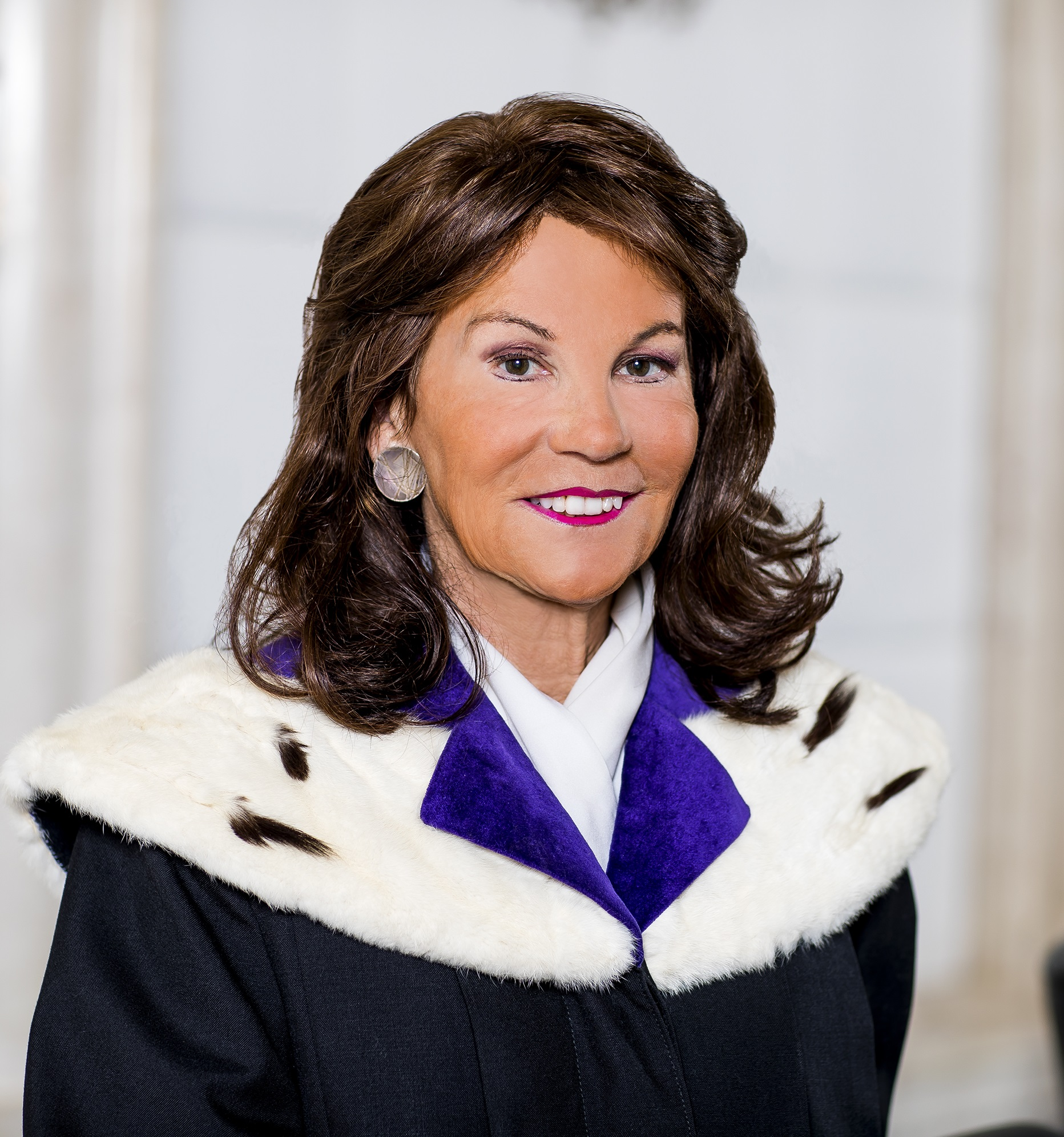
Brigitte Bierlein

- 1 tháng 6: Tin Oo, tướng lĩnh Myanmar (s. 1927)
- 3 tháng 6: Brigitte Bierlein, chính trị gia người Áo (s. 1949)
- 15 tháng 6: Anh Thái, nghệ sĩ ưu tú, diễn viên, đạo diện người Việt Nam (s. 1938)
- 20 tháng 6:
  - Gerhard Aigner, cựu Tổng thư ký Liên đoàn bóng đá châu Âu (s. 1943)
  - Lý Thanh Thanh, nữ ca sĩ kiêm dẫn chương trình người Trung Quốc/Malaysia (s. 1973)[87]
- 30 tháng 6: Trương Chí Kiệt, vận động viên cầu lông Trung Quốc (s. 2007)

### Tháng 7

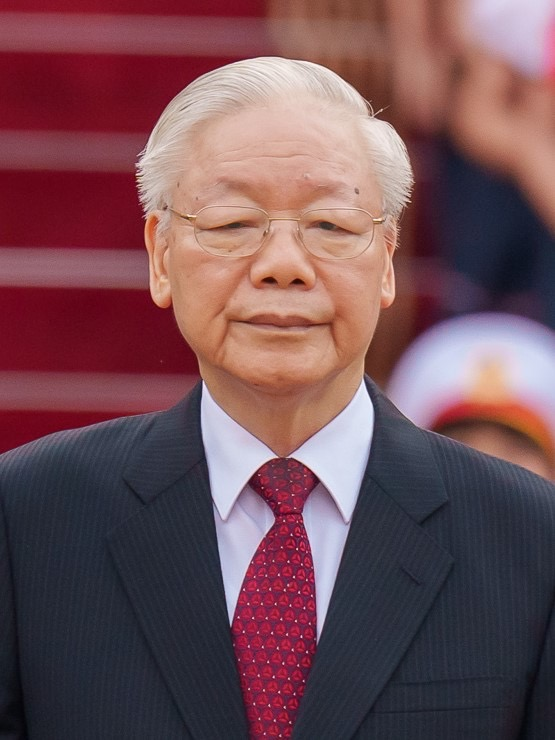
Nguyễn Phú Trọng

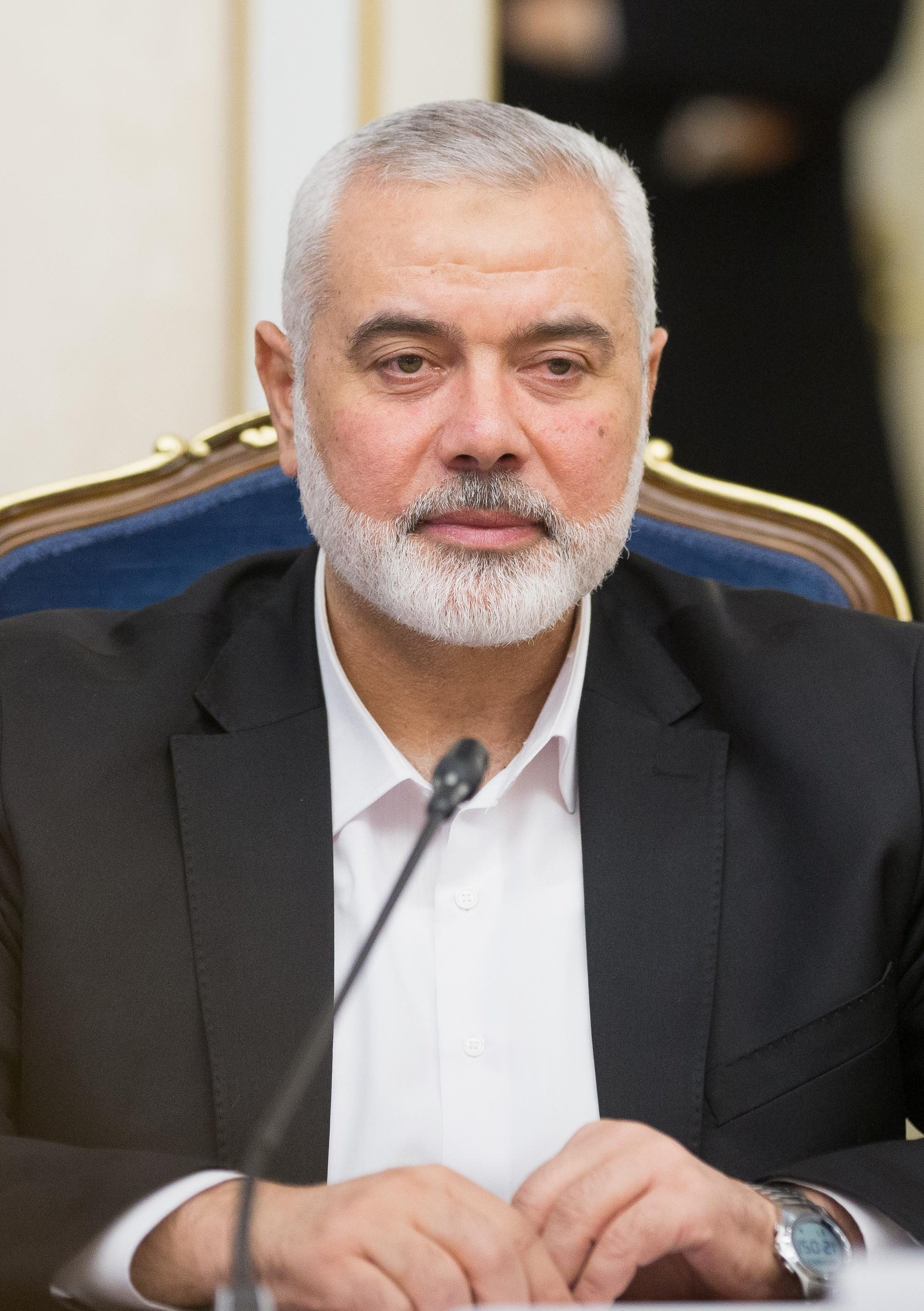
Ismail Haniyeh

- 2 tháng 7: Thảo Nguyên (Nguyễn Thị Kim Thảo), nữ nghệ sĩ cải lương người Việt Nam (s. 1967)[88]
- 5 tháng 7: Ziaur Rahman, đại kiện tướng cờ vua Bangladesh (s. 1974)
- 8 tháng 7: Phêrô Nguyễn Soạn, giám mục Công giáo tại Việt Nam thuộc Giáo hội Công giáo Rôma (s. 1936)
- 12 tháng 7: Ohara Noriko, nữ diễn viên lồng tiếng người Nhật Bản, nổi tiếng với vai Nobi Nobita (s. 1935)
- 14 tháng 7: Bùi Phương Nga, nữ nghệ sĩ ưu tú người Việt Nam, diễn viên của Nhà hát kịch Việt Nam (s. 1977)[89]
- 19 tháng 7: Nguyễn Phú Trọng, Tổng Bí thư Ban Chấp hành Trung ương Đảng Cộng sản Việt Nam (s. 1944)[90]
- 27 tháng 7:
  - Lê Hùng, nghệ sĩ cải lương người Việt Nam (s. 1985)[91]
  - Gioan Baotixita Bùi Tuần (Jean Baptiste Bùi Tuần), Giám mục Công giáo người Việt Nam (s. 1927)
- 29 tháng 7: Lê Trần Trường An, giám đốc điều hành Tổ chức Kỷ lục Việt Nam (s. 1969)[92]
- 31 tháng 7: Ismail Haniyeh, thủ lĩnh Hamas, cựu Thủ tướng Palestine (s. 1962/1963)[93]

### Tháng 8

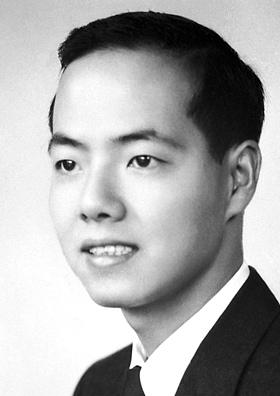
Lý Chính Đạo

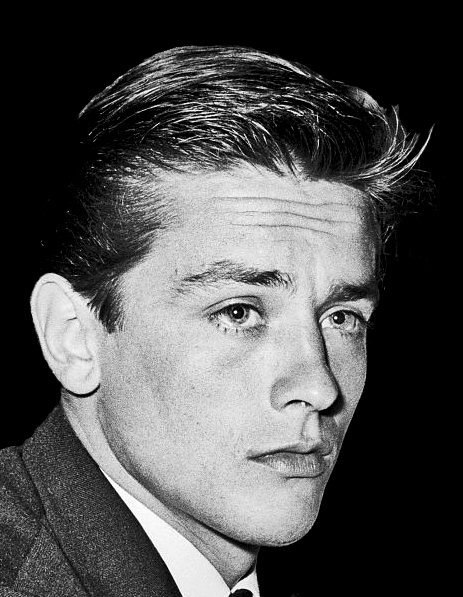
Alain Delon

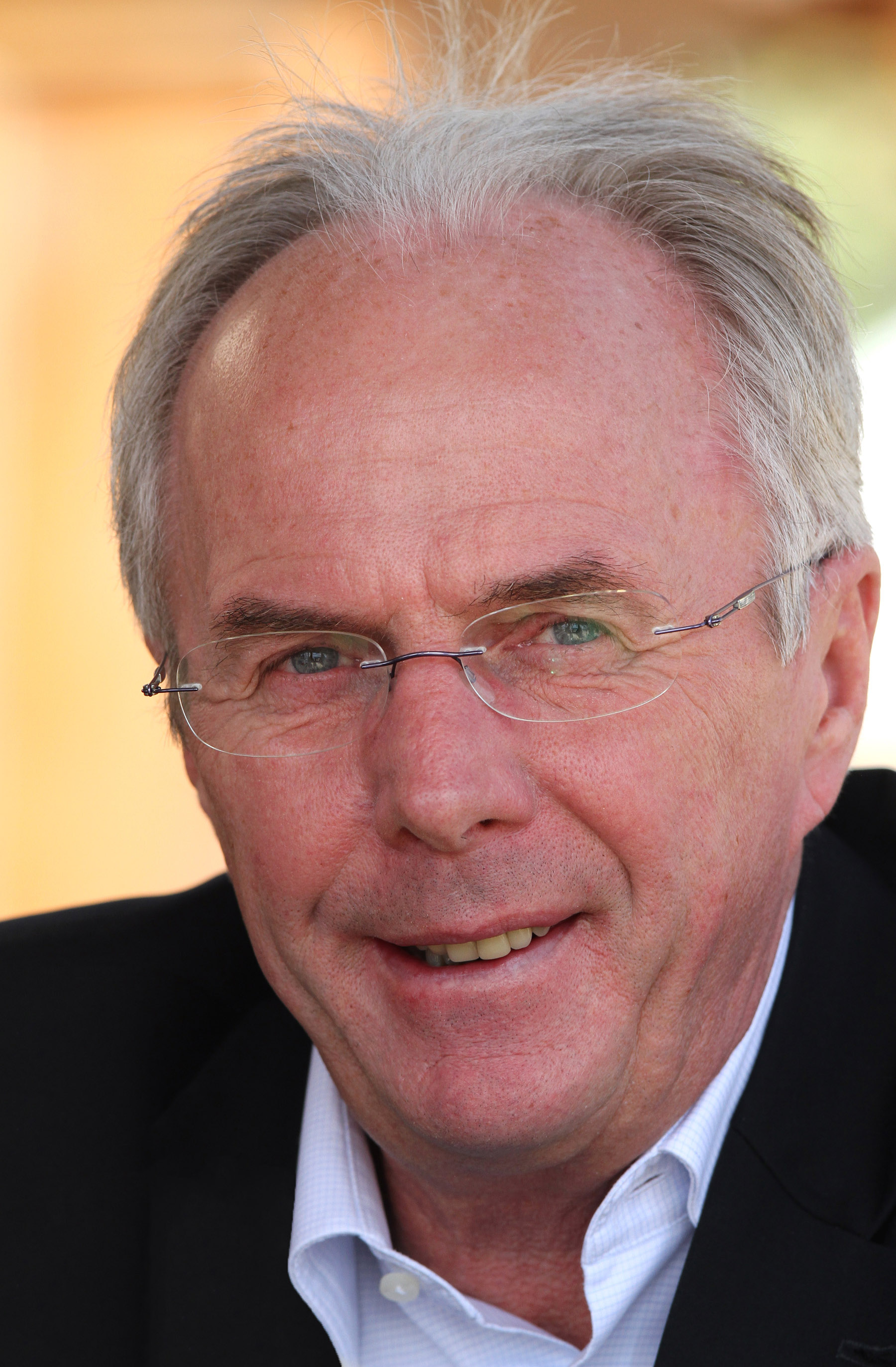
Sven-Göran Eriksson

- 4 tháng 8: Lý Chính Đạo, nhà vật lý người Trung Quốc/Mỹ, đoạt giải Nobel Vật lý năm 1967 (s. 1926)
- 5 tháng 8: Vũ Tiến Lộc, nhà chính trị người Việt Nam (s. 1960)
- 11 tháng 8: Chu Phạm Ngọc Sơn, nhà khoa học người Việt Nam (s. 1936)
- 13 tháng 8: Hữu Độ, diễn viên người Việt Nam (s. 1934)
- 18 tháng 8: Alain Delon, diễn viên, nhà sản xuất điện ảnh người Pháp (s. 1935)[7]
- 19 tháng 8: Võ Tòng Xuân, nhà khoa học, nghiên cứu người Việt Nam (s. 1940)
- 23 tháng 8: Võ Bá Hùng, cầu thủ bóng đá người Việt Nam (s. 1940)[94]
- 26 tháng 8: Sven-Göran Eriksson, cầu thủ, huấn luyện viên bóng đá người Thụy Điển (s. 1948)
- 29 tháng 8: Trần Mạnh Hùng, cựu chủ tịch Câu lạc bộ bóng đá Hải Phòng (s. 1959)[95]
- 30 tháng 8: Cao Chí, giáo sư người Việt Nam, chuyên gia đầu ngành về Vật lý lý thuyết của Việt Nam (s. 1931)[96]
- 31 tháng 8: Vũ Đức, nghệ sĩ hài người Việt Nam (s. 1953)[97]

### Tháng 9

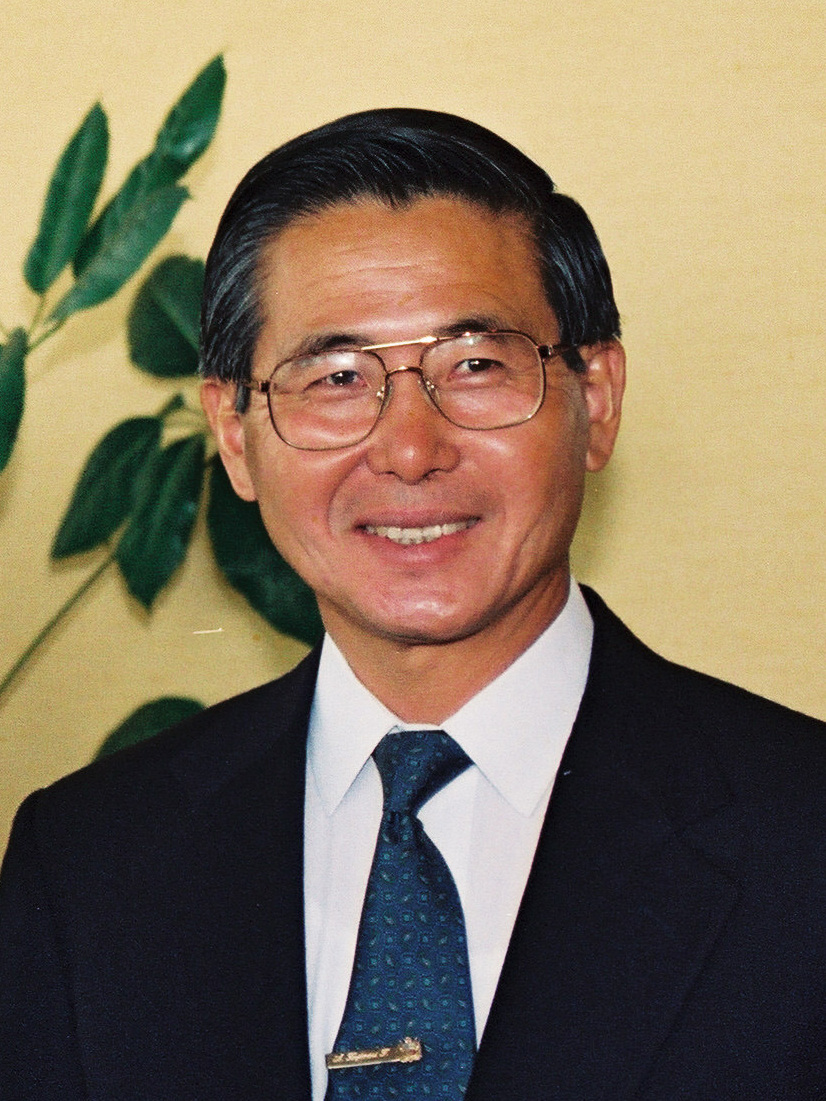
Alberto Fujimori

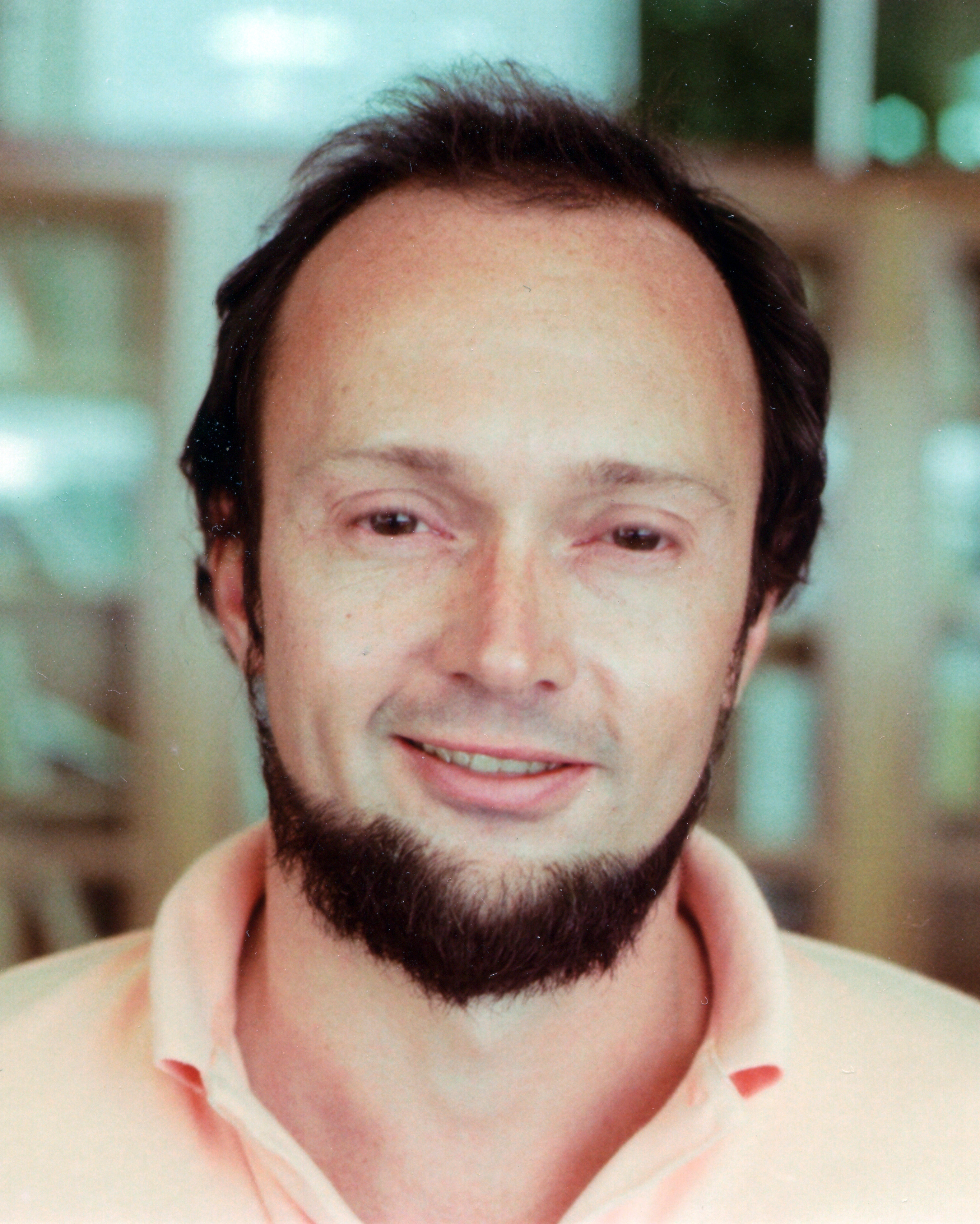
Richard S. Hamilton

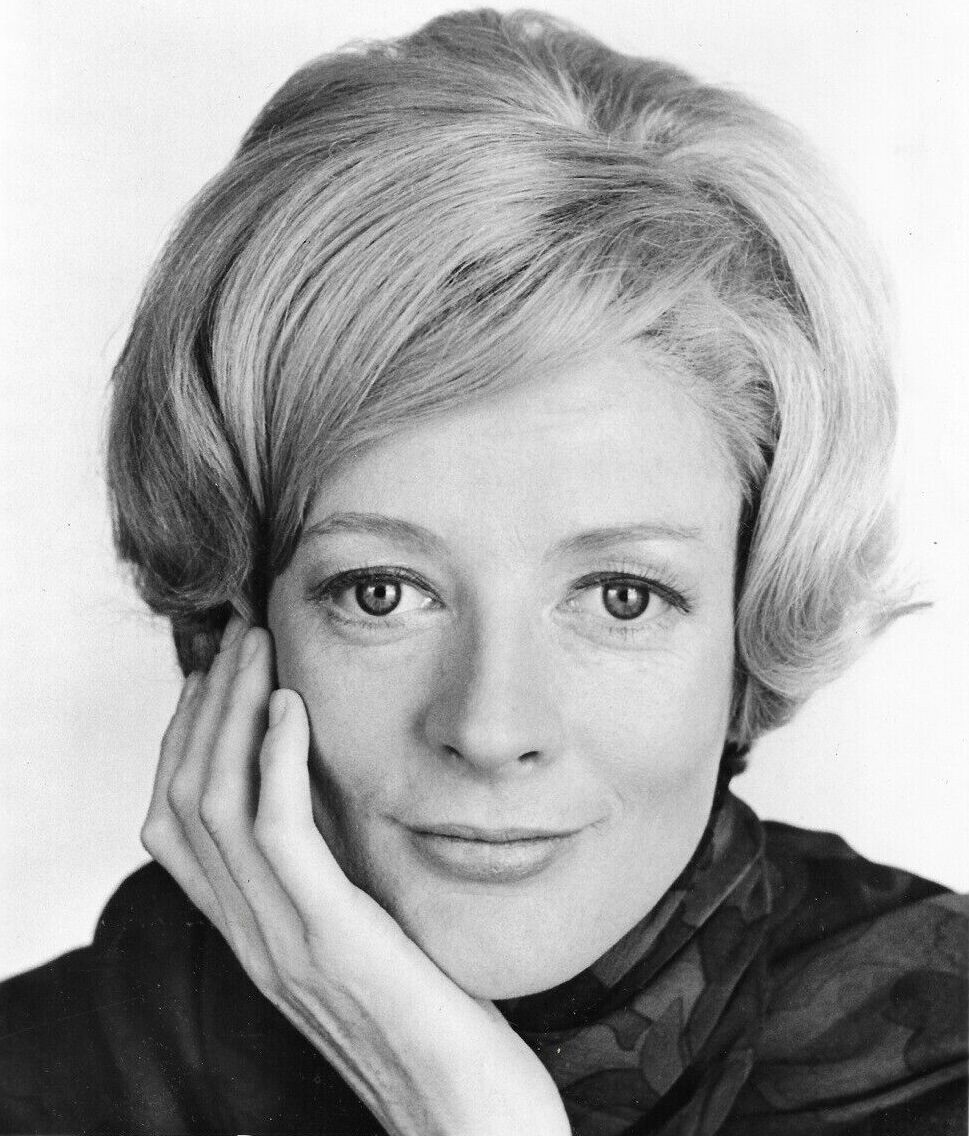
Maggie Smith

- 11 tháng 9: Alberto Fujimori, Tổng thống thứ 62 của Peru (s. 1938)
- 15 tháng 9: Tito Jackson (Toriano Adaryll Jackson), ca sĩ, nghệ sĩ guitar người Mỹ, thành viên nhóm The Jackson 5, anh trai danh ca Michael Jackson (s. 1953)
- 17 tháng 9: Đặng Bích Hà, phu nhân Đại tướng Võ Nguyên Giáp (s. 1928)[98]
- 20 tháng 9: Nguyễn Đình Đầu, nhà nghiên cứu địa lý, lịch sử người Việt Nam (s. 1920)
- 27 tháng 9: Maggie Smith, diễn viên người Anh, nổi tiếng với vai Giáo sư Minerva McGonagall trong loạt phim Harry Potter (s.1934)
- 29 tháng 9: 
  - Richard S. Hamilton, nhà toán học người Mỹ (s. 1943)
  - Ōyama Nobuyo, nữ diễn viên lồng tiếng người Nhật Bản, nổi tiếng với vai Doraemon (s. 1933)

### Tháng 10

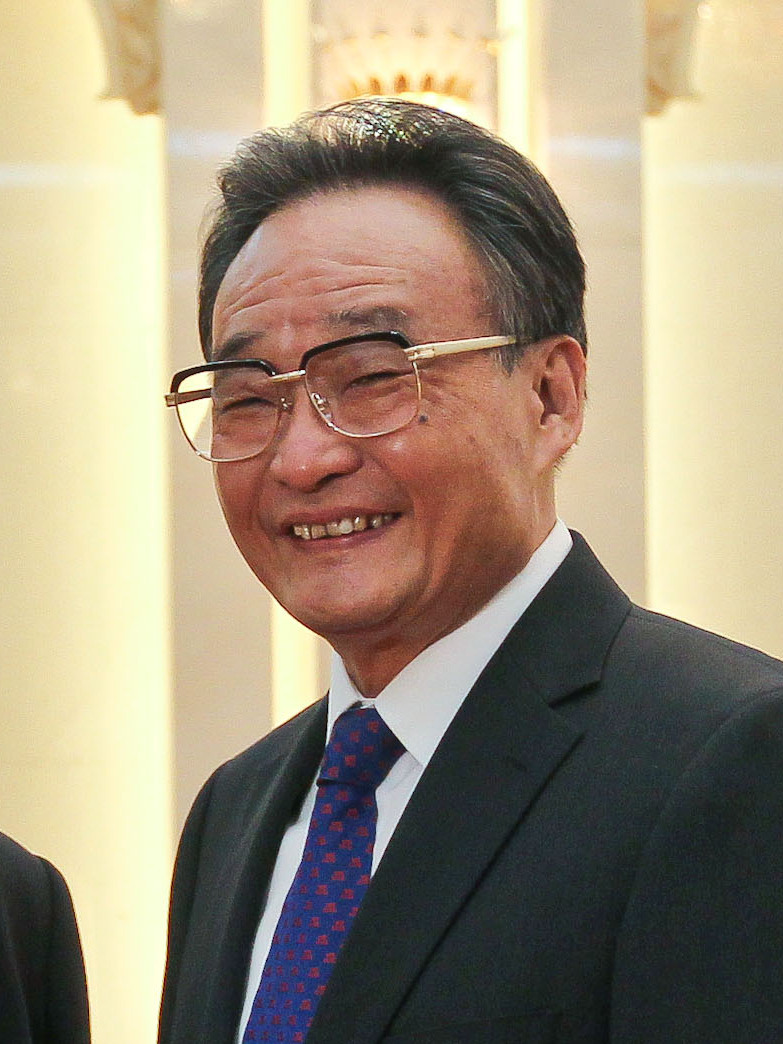
Ngô Bang Quốc

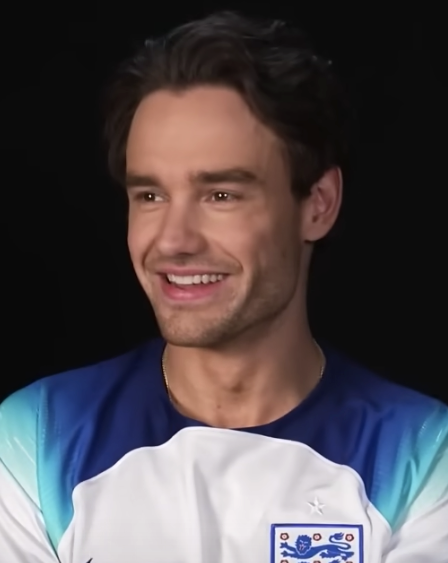
Liam Payne

- 8 tháng 10: Ngô Bang Quốc, chính khách người Trung Quốc (s. 1941)
- 16 tháng 10: Liam Payne, ca sĩ người Anh của nhóm nhạc One Direction (s. 1993)

### Tháng 11
- 3 tháng 11: Lê Phương, nghệ sĩ cải lương người Việt Nam (s. 1989)
- 10 tháng 11: Tuấn Phong, ca sĩ, nghệ sĩ ưu tú người Việt Nam (s. 1952)
- 11 tháng 11: Trần Đại Mý, nghệ sĩ ưu tú, diễn viên, nghệ sĩ tuồng người Việt Nam (s. 1960)
- 12 tháng 11: Song Jae-rim, diễn viên Hàn Quốc (s. 1985)[99]
- 18 tháng 11: ʻAna Taufeʻulungaki, học giả và nhà chính trị người Tonga (s. 1946)[100]
- 23 tháng 11: Khuất Duy Tiến, tướng lĩnh Quân đội nhân dân Việt Nam (s. 1931)

### Tháng 12

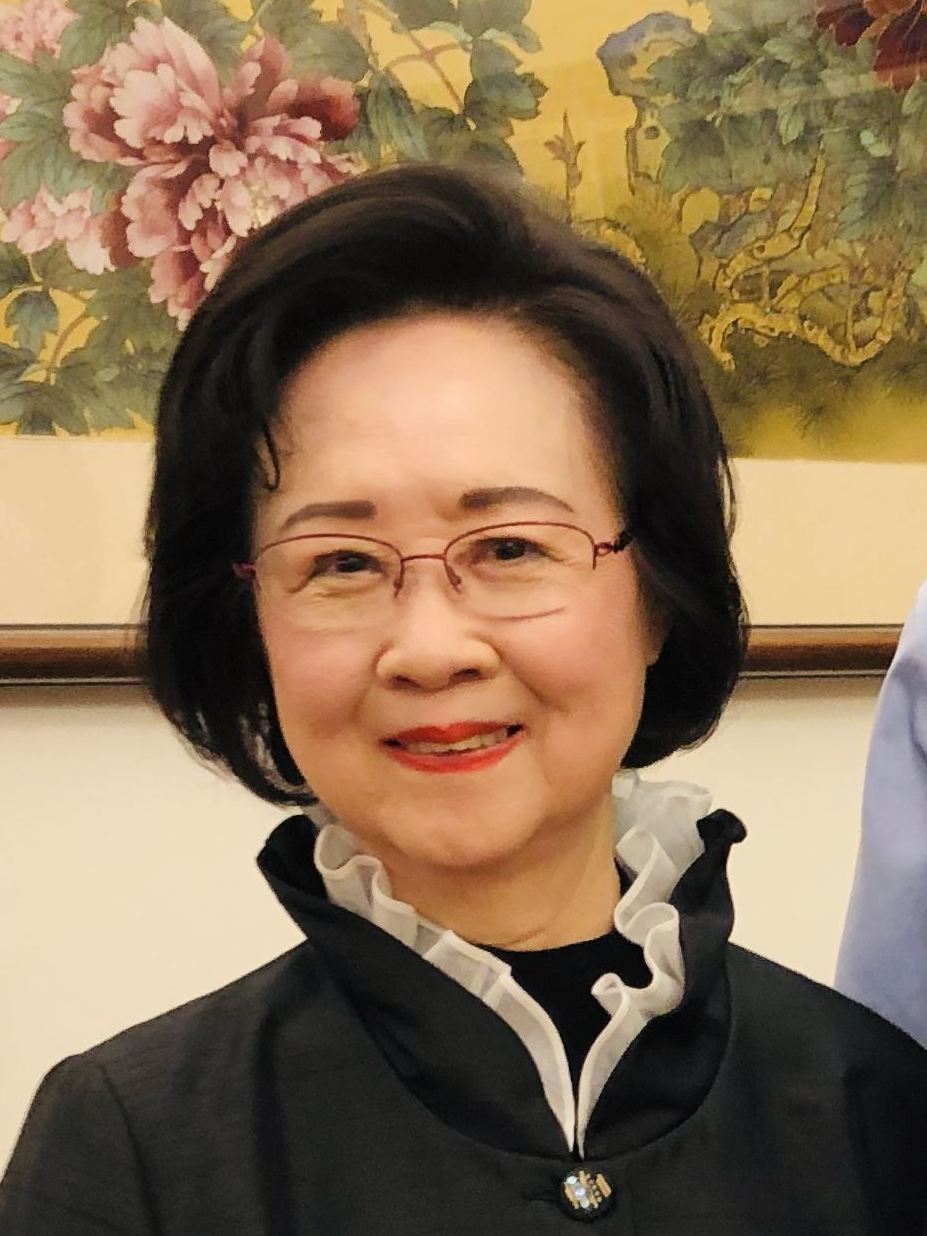
Quỳnh Dao

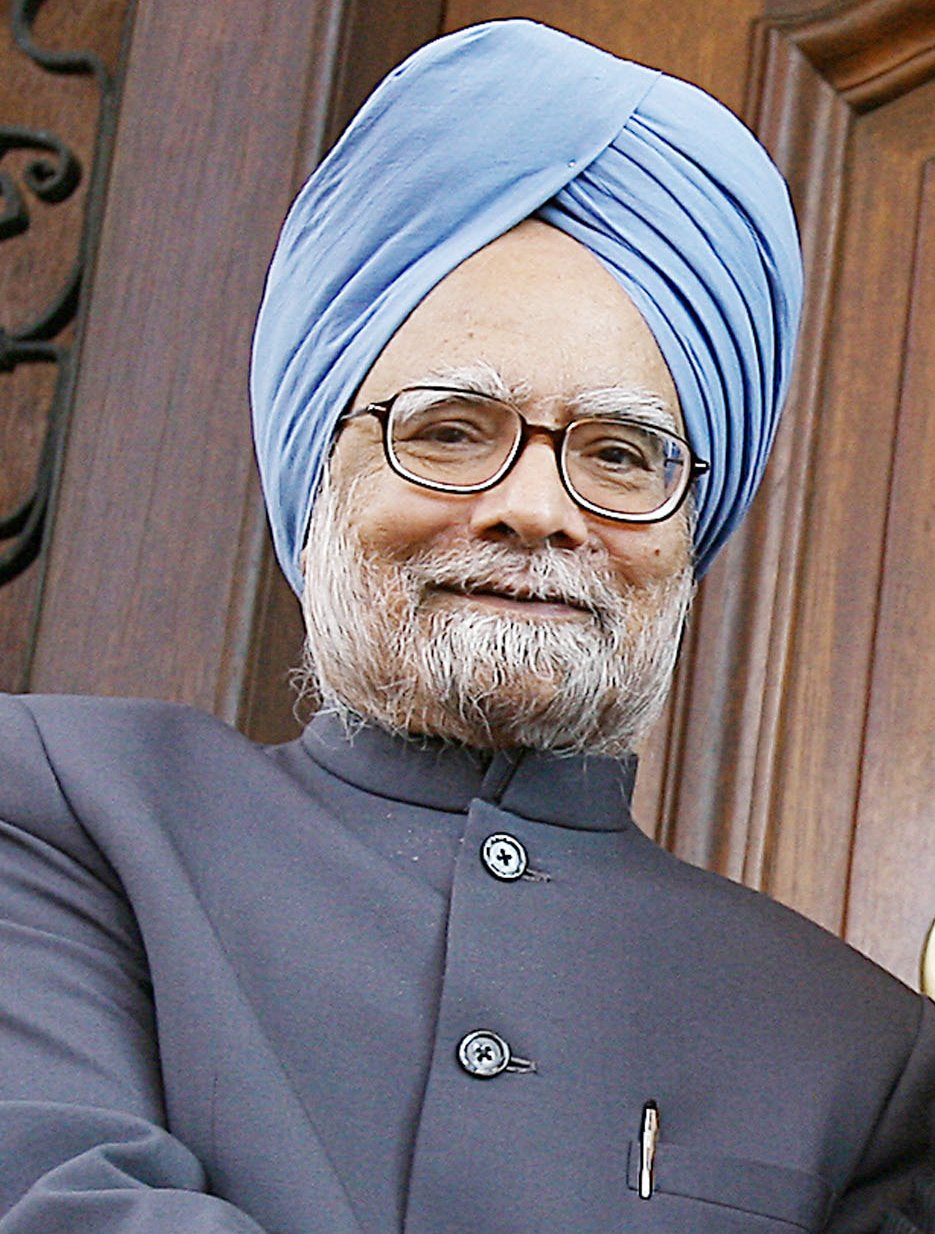
Manmohan Singh

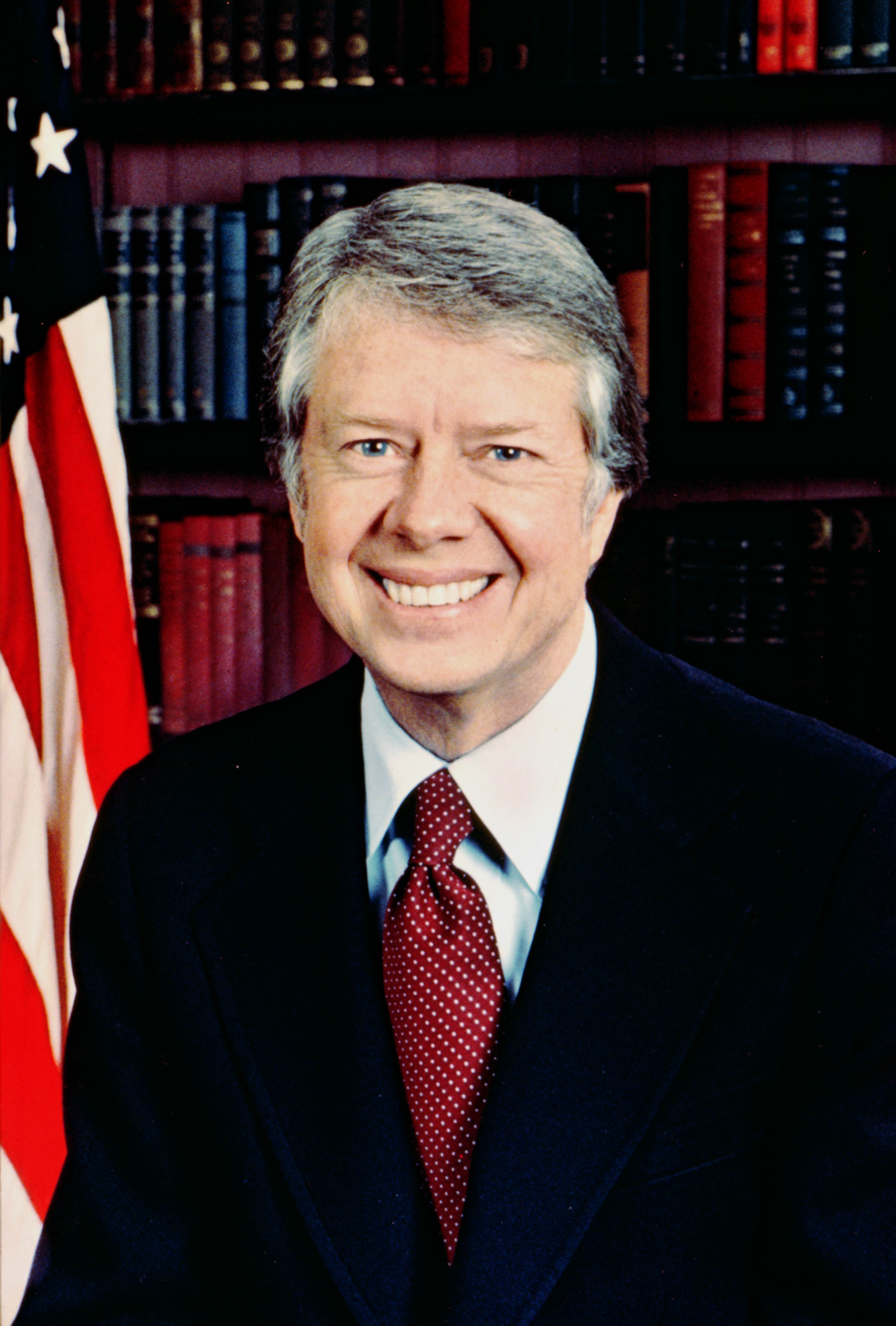
Jimmy Carter

- 1 tháng 12: Bùi Quang Ngọc, họa sĩ người Việt Nam (s. 1934)
- 4 tháng 12:
  - Quỳnh Dao, nữ nhà văn, nhà biên kịch, nhà sản xuất phim người Đài Loan (s. 1938)[101]
  - Trần Anh Khoa, cầu thủ bóng đá người Việt Nam (s. 1991)
- 5 tháng 12:
  - Quang Khải, ca sĩ người Việt Nam (s. 1997)
  - Trần Hanh, tướng lĩnh Không quân nhân dân Việt Nam (s. 1932)[102]
- 8 tháng 12: Ping Chayada, nữ ca sĩ người Thái Lan (s. 2004)[103]
- 12 tháng 12: Phố Thu (Trầm Bửu Hoài), nhạc sĩ người Việt Nam (s. 1945)
- 16 tháng 12: Stêphanô Nguyễn Như Thể, Giám mục Công giáo Việt Nam, nguyên Tổng Giám mục Giáo phận Huế (1998–2012) (s. 1935)
- 18 tháng 12: Carole Crawford, Miss Jamaica World 1963, Hoa hậu Thế giới 1963 (s. 1943)
- 23 tháng 12: Nguyễn Quyết (Nguyễn Tiến Văn), Đại tướng, Nguyên Phó Chủ tịch Hội đồng Nhà nước (s. 1922)
- 24 tháng 12: Tống Thành Đại, đảng viên Đảng Cộng sản Việt Nam, nguyên Phó tổng giám đốc Tổng công ty Viễn thông Quân đội (nay là Tập đoàn Công nghiệp-Viễn thông Quân đội) (s. 1948)[104]
- 26 tháng 12: Manmohan Singh, thủ tướng Ấn Độ (s. 1932)
- 27 tháng 12: Olivia Hussey, nữ diễn viên người Anh (s. 1951)[105]
- 29 tháng 12: Jimmy Carter, tổng thống thứ 39 của Hoa Kỳ (s. 1924)
- 30 tháng 12: Nguyễn Thành Nam, Phó giám đốc, Tổng biên tập Nhà xuất bản Trẻ (s. 1979)[106]

## Giải thưởng Nobel
- Hóa học – Demis Hassabis & John Jumper vì tạo nên mô hình AI dự đoán cấu trúc protein và David Baker vì công trình thiết kế các loại protein hoàn toàn mới dựa trên phương pháp tính toán .
- Kinh tế – Daron Acemoglu, Simon Johnson & James Robinson vì khám phá vai trò của các thể chế trong việc xác định liệu một quốc gia có phát triển hay vẫn mắc kẹt trong nghèo đói.
- Văn học – Han Kang vì tác phẩm văn xuôi đầy chất thơ mãnh liệt, đối diện với những tổn thương lịch sử và làm lộ rõ sự mong manh của đời người.
- Hòa bình – Tổ chức Nihon Hidankyo vì những nỗ lực "tạo ra một thế giới không có vũ khí hạt nhân".
- Vật lý – John J. Hopfield & Geoffrey E. Hinton vì những khám phá và phát minh cơ bản khởi nguồn cho sự phát triển của ngành học máy với mạng nơron nhân tạo.
- Sinh lý học hoặc Y học – Victor Ambros & Gary Ruvkun cho phát hiện về microRNA trong việc điều chỉnh hoạt động của các gene trong bộ gene của tế bào.